# Iron Maiden
Iron Maiden es una banda británica de heavy metal fundada en Londres en 1975 por el bajista Steve Harris. Considerada una de las agrupaciones más importantes y representativas del género, han vendido más de 100 millones de discos en el mundo, a pesar de haber contado con poco apoyo de los medios de comunicación masiva durante la mayor parte de su carrera.
La banda ha basado su éxito en llegar directo a los aficionados, grabando discos de alta calidad y con destacadas actuaciones en vivo.
La agrupación ha obtenido reconocimientos como el Premio Ivor Novello en la categoría de «Logro Internacional» en 2002. En 2005 fueron incluidos en el Hollywood's RockWalk en Sunset Boulevard, Los Ángeles. En 2009, fue ganadora del premio «Mejor Performance en Vivo» en los BRIT Awards, el premio musical más importante del Reino Unido. En 2011 obtuvieron un Grammy, en la categoría de «Mejor interpretación de Metal», por la canción «El Dorado». Ha ganado el premio de mejor banda metal británica del año en varias ocasiones, en los Metal Hammer Golden Gods Awards, entre otros reconocimientos.
En 2023, fueron incluidos por la Royal Mail junto a un selecto grupo de bandas británicas, catalogadas como las más influyentes de todos los tiempos, junto a The Beatles, Pink Floyd, Queen, The Rolling Stones.
Durante sus más de 45 años de trayectoria, Iron Maiden ha sido identificada en la gráfica por su famosa mascota «Eddie the Head», un personaje antropomórfico que ha aparecido en la gran mayoría de las portadas de sus álbumes y sencillos, así como en sus presentaciones en vivo.
Tras varias audiciones y cambios en su formación, ésta se consolidó con el vocalista Paul Di'Anno, los guitarristas Dave Murray y Dennis Stratton y el batería Clive Burr, siempre bajo el liderazgo del bajista y principal compositor Steve Harris. Luego de muchas giras por todo el Reino Unido, en 1979 la banda publicó un EP llamado The Soundhouse Tapes, y en 1980, su álbum debut homónimo, el cual llegó al cuarto puesto de las listas británicas, sin mediar promoción masiva.
Ese año, Stratton fue reemplazado por el guitarrista Adrian Smith, con quien publicaron el álbum Killers (1981). Tras la salida de Di Anno, ese año, Bruce Dickinson entró al puesto de vocalista para el álbum The Number of the Beast de 1982, el cual llegó al número uno de las listas británicas, marcando el inicio de una serie de lanzamientos de impacto.
Para 1983 la banda lanzó el álbum Piece of Mind, que contaba como novedad con el reemplazo del baterista Clive Burr por Nicko McBrain. Desde entonces, se consolidó su alineación más exitosa, la cual ha realizado numerosas giras. Iron Maiden ha grabado 17 álbumes de estudio y es considerada una de las bandas más influyentes no solo para el metal y sus respectivos subgéneros, sino para diversas agrupaciones de rock y otros estilos.

## Historia

### Inicios (1975-1978)
La historia de Iron Maiden parte en 1971, cuando Steve Harris, inspirado en bandas como The Who, Thin Lizzy, UFO, Black Sabbath, Jethro Tull, Genesis, King Crimson, Led Zeppelin, y Deep Purple, entre otras, adquirió la imitación de un bajo Fender Precision Bass por unas 40 libras esterlinas, y tras dejar atrás la opción de la batería, para la cual no contaba con espacio. Harris también tuvo la ilusión de ser jugador de fútbol del West Ham, sin embargo, una lesión le hizo comenzar a dedicar todos sus esfuerzos a su otra gran pasión, la música. Esto condujo a la formación de una agrupación musical que llamó Gypsy's Kiss en 1972, cuyo primer concierto fue en el mítico local Cart & Horses en Maryland Point, Stratford.Tras unos cuantos conciertos bajo el nombre de Gypsy´s Kiss, Harris decidió crear el proyecto Smiler, cuyos miembros tenían algunos años más que él, lo que le sirvió para acumular experiencia. Pese a ello, Harris deseaba plasmar sus inquietudes como compositor en mayor grado, y el resto de la banda se encargaba de rechazar sus composiciones por considerarlas «muy complicadas». Esto hizo que el bajista renunciara a Smiler y se propusiera formar una nueva agrupación donde tuviera el mando de la composición.
De este modo, Harris fundó Iron Maiden el día de Navidad de 1975, compuesto por Dave Sullivan y Terry Rance en las guitarras, Ron “Rebel” Matthews en la batería, Harris en el bajo y Paul Day en la voz. Harris tenía la idea de emular el sonido de Wishbone Ash en cuanto al concepto de guitarras gemelas. Las primeras sesiones de grabación de la banda dieron como resultado composiciones que trascendieron en la carrera de Iron Maiden como «Transylvania», «Wrathchild» o «Innocent Exile. Para el nombre de la banda, Harris se inspiró en El hombre de la máscara de hierro, una película publicada a fines de los años 1930 basada en la novela de Alejandro Dumas, y que tenía como protagonistas a Louis Hayward y Joan Bennett. En una de las escenas aparece una caja de tortura antropomórfica, inspirada en la que se construyó en el siglo XIX con el fin de poner en ella a los condenados que morían por las fatídicas heridas producidas por los numerosos hierros filosos que guardaba en su interior el artilugio de castigo.
El 1 de mayo de 1976 tuvo lugar el primer concierto de la banda en el Cart & Horses, un pub muy popular del East End de Londres. Empezó a correr la voz y los seguidores de la banda empezaron a crecer con cada presentación.
Harris decidió el nombre de la banda al ver un instrumento de tortura en la película El hombre de la máscara de hierro. Se trataba de una doncella de hierro, un instrumento de tortura con docenas de clavos oxidados en su interior, donde las víctimas eran introducidas hasta que morían desangradas. Sin embargo, en medio de una presentación en el Cart & Horses en Stratford, informaron a Harris que ya existía otra banda con el mismo nombre. De común acuerdo, los músicos decidieron no darle importancia al asunto y siguieron adelante con el nombre y la banda.En cualquier caso, y para prevenir cualquier conflicto legal, Harris rápidamente acudió al Registro inglés de Derechos de Autor y Musicales, para patentar el nombre de la banda.
El vocalista Paul Day al poco tiempo fue sustituido por el cantante anterior (de la era Smiler), Dennis Wilcock, que si bien no podía igualar el registro de Day, lo suplía con su presencia escénica. Wilcock a su vez recomendó a un talentoso guitarrista llamado Dave Murray, quien era admirador al igual que Harris de las bandas Wishbone Ash, Fleetwood Mac, Free, Genesis, UFO, Deep Purple y Jimi Hendrix. Murray admiraba lo que hacía Iron Maiden en sus presentaciones en Londres. La idea de integrar a Murray era la de formar una banda con seis miembros y tres guitarristas.

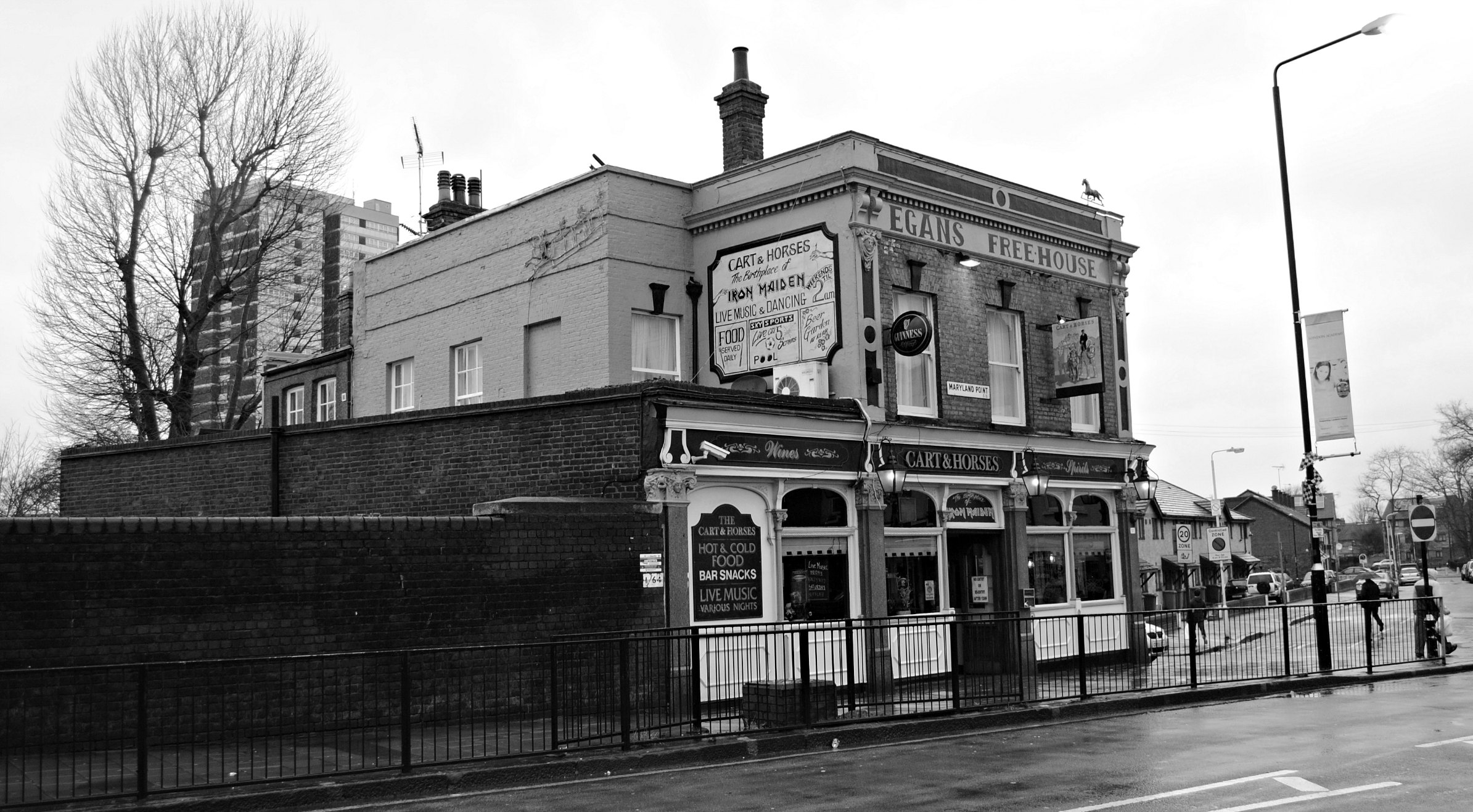
El local Cart & Horses en Stratford, donde Iron Maiden realizó sus primeras presentaciones en 1976.

En 1976, el apogeo comercial del punk era bastante fuerte a diferencia de la escena del rock, que venía de capa caída, por lo que los ingresos monetarios para la banda eran muy bajos a pesar del gran éxito a nivel underground y de seguidores que estaban teniendo. Ese fue justo el motivo de la salida de Dave Sullivan y Terry Rance, ya que cada uno había contraído matrimonio y debían mantener a sus familias, por lo que se ve imposibilitada la idea de las tres guitarras junto a Murray, quien había congeniado de buena forma con Harris.
Por intermedio del cantante Dennis Wilcock, reingresó Bob "Bob Sawyer" Angelo (Bob ya había estado un muy corto tiempo con Maiden) como el segundo guitarrista. Dennis Wilcock se caracterizaba por tener una personalidad muy frontal, polémica, manipuladora y egocéntrica, por lo que comenzó a imponer sus gustos y decidió despedir al batería Ron “Rebel” Matthews, al propio reingresado Bob "Bob Sawyer" Angelo y a Murray. Esto generó una enorme presión en Harris, quien tras meditar la dificultad de encontrar un nuevo cantante, optó por acceder a los caprichos de Wilcock sacando a Murray de la banda, en lo que él mismo define en el documental Early Days como una actitud personal estúpida de su parte.
En 1977 Terry Wapram se integró a la banda en la guitarra, junto al excéntrico Barry Graham Purkis, conocido como Thunderstick en la batería, proveniente de la banda Samson. Harris decidió integrar a un tecladista llamado Tony Moore, y en la primavera de 1977, Dennis Wilcock decidió en forma intempestiva retirarse de la banda tras un concierto. El norte de la agrupación oscilaba entre la gran cantidad de seguidores y los cambios que siguieron, ya que Harris decidió prescindir de Moore y Thunderstick. El músico siguió insistiendo en conformar una agrupación sólida y contactó de nuevo con el batería Doug Sampson (quien había tocado con él en la era Smiler) y con el guitarrista Murray, que terminó reemplazando a Terry Wapram. De esta forma, Murray se reintegró a Maiden, conformada hasta ese momento solo por Harris y Sampson. A pesar de las adversidades, el trío siguió firme en su propósito.
Un compañero de Doug Sampson recomendó al cantante Paul Di'Anno, quien para entonces se encontraba en una banda llamada Bird of Prey. Di'Anno fue del gusto inmediato de Harris, quien lo integró a Maiden en 1977. El grupo funcionó durante un tiempo con un solo guitarrista, compensando con el bajo las partes de la segunda guitarra en canciones como «Iron Maiden». Durante ese tiempo, casi la totalidad de las ganancias de la agrupación eran invertidas en escenografía, como la famosa máscara ubicada detrás de la batería de Sampson, una versión primigenia de la mascota Eddie the Head.
Fueron tiempos difíciles para Harris y sus compañeros; el punk explotaba por las calles de Londres, con bandas como los Sex Pistols que gozaban del favoritismo de las masas. En algunas compañías de discos donde acudió a promocionar la banda, le sugirieron a Harris que cambiara la imagen de su grupo, que se cortasen el pelo y que adaptaran su música a los tiempos que corrían. Sin embargo, el bajista tenía una idea muy clara de cómo quería que fuera su grupo y el tipo de música que quería tocar: «No podría haber comenzado una banda de punk... eso estaría en contra de mi religión». Di'Anno comentó en aquellos tiempos: «Compositores que alguna vez estuvieron en Fairport Convention están ahora con The Clash, solo viven alterando sus gustos para mantenerse acorde a los tiempos. No veo la razón de eso. Debes mantenerte en la música que te gusta, ser fiel».
Harris vio la necesidad de contratar a otro guitarrista para seguir evolucionando. Pasaron de manera esporádica por la banda acompañando a Murray los guitarristas Paul Todd, Tony Parsons y Mad Mac. De esa época Harris cuenta anécdotas como que Todd, siendo un gran guitarrista, se veía impedido para ensayar por su novia, o Mad Mac, que siempre llevaba a su perro a los ensayos, y que partió muy entusiasta, pero tenía una extraña bipolaridad anímica que tras unos meses le impidió seguir en la banda.

### Contrato discográfico y primeros lanzamientos (1978-1982)
Como las giras por Gran Bretaña ya eran extensas, la banda adquirió un camión al que transformaron para acarrear los equipos y dormir, le llamaron «La Diosa Verde» por su color verde oscuro. En este contexto, hacia 1978 Paul, Doug, Steve y Dave grabaron el EP The Soundhouse Tapes en los estudios Spaceward en Cambridge, durmiendo en el suelo de la casa de una enfermera que había conocido Paul Di'Anno, ya que el vehículo no los resguardaba de todo el frío. Después de haber vendido una gran cantidad de copias, quisieron llevarse a casa la cinta original para agregar más temas a la grabación, pero cuando fueron a retirarla se enteraron de que el master había sido borrado, quedaba solo el cartucho QIC, que es lo que al final resultó como The Soundhouse Tapes.
Por aquel tiempo, conocieron a Neal Kay, un DJ de rock dueño del primer local de heavy metal de Londres, el Bandwagon. El primer encuentro entre Neal y Harris fue muy especial; Kay reconoce no haber sido muy amable con Steve cuando este le entregó el demo para escucharlo. Sin embargo, cuando se dio el tiempo, quedó asombrado e impactado por la fuerza de la agrupación, algo que, en sus palabras, no le había sucedido con ninguna otra banda. Al tiempo, composiciones como «Iron Maiden» o «Prowler» se pondrían a la cabeza de la lista de canciones del Bandwagon. La popularidad de la banda empezó a crecer tras el lanzamiento del disco, y como cuenta Kay, los fanáticos del rock y del heavy metal se rindieron a los pies de Iron Maiden en toda Inglaterra.
Poco después inició la asociación con el mánager Rod Smallwood, quien escuchó las canciones de la banda con grata sorpresa, los invitó a un par de conciertos en el Windsor Castle en Harrow Road y en el Swan en Hammersmith. Sin embargo, la calidad del grupo, la presencia contestataria y la respuesta que generaba en la audiencia de la época (que incluso ya era bastante más fuerte que el de las propias bandas punk de moda e imperantes), les trajo problemas en algunos locales en los que se les prohibió tocar por la algarabía que generaban. Pero los problemas vendrían en especial a manos de Di'Anno, de hecho la segunda vez que Rod Smallwood se dispuso a ver a la banda en vivo, Paul había sido arrestado por la policía, Harris debió asumir su rol (además de bajista) por esa noche, con un Maiden conformado en power trio.
Rod Smallwood, lejos de desilusionarse, quedó impactado por la actitud de Steve y Dave sobre el escenario. A partir de ese momento, Rod decidió asumir el rol de mánager de la banda. En este contexto, la discográfica EMI ofreció un contrato al grupo, después de haber visto un par de «shows electrizantes» como contaran John Darnley, Martin Haxby y Brian Sheperd de EMI Records, en especial Darnley, encargado de la parte rock del sello, y que incluso se hizo admirador de la agrupación. La idea era ficharlos para la grabación de tres discos. El ritmo vertiginoso le pasó factura a Doug Sampson, quien decidió retirarse. En paralelo al retiro de Doug se integró el guitarrista Dennis Stratton, justo antes de grabar el primer álbum, y es Stratton quien lleva a Clive Burr para reemplazar a Sampson en la batería, así quedó lista la agrupación que plasmaría la siguiente grabación.
Smallwood logró que Brian Shepherd, presidente del sello discográfico EMI, presenciara el histórico concierto de la banda en el Club Marquee en 1979, el cual calificó de «electrizante», y una semana más tarde, Iron Maiden firmaba contrato con esa compañía discográfica, tras superar en la consideración de los ejecutivos a otra banda representativa del NWOBHM, Def Leppard.
En diciembre de 1979, la banda grabó su primer larga duración, Iron Maiden, con Di'Anno en la voz, Harris en bajo y coros, Murray en guitarra, Burr en batería y Stratton en guitarra y coros, celebrando la edición del primer sencillo oficial Running Free, que pronto escaló las listas británicas hasta posicionarse en el puesto 34.

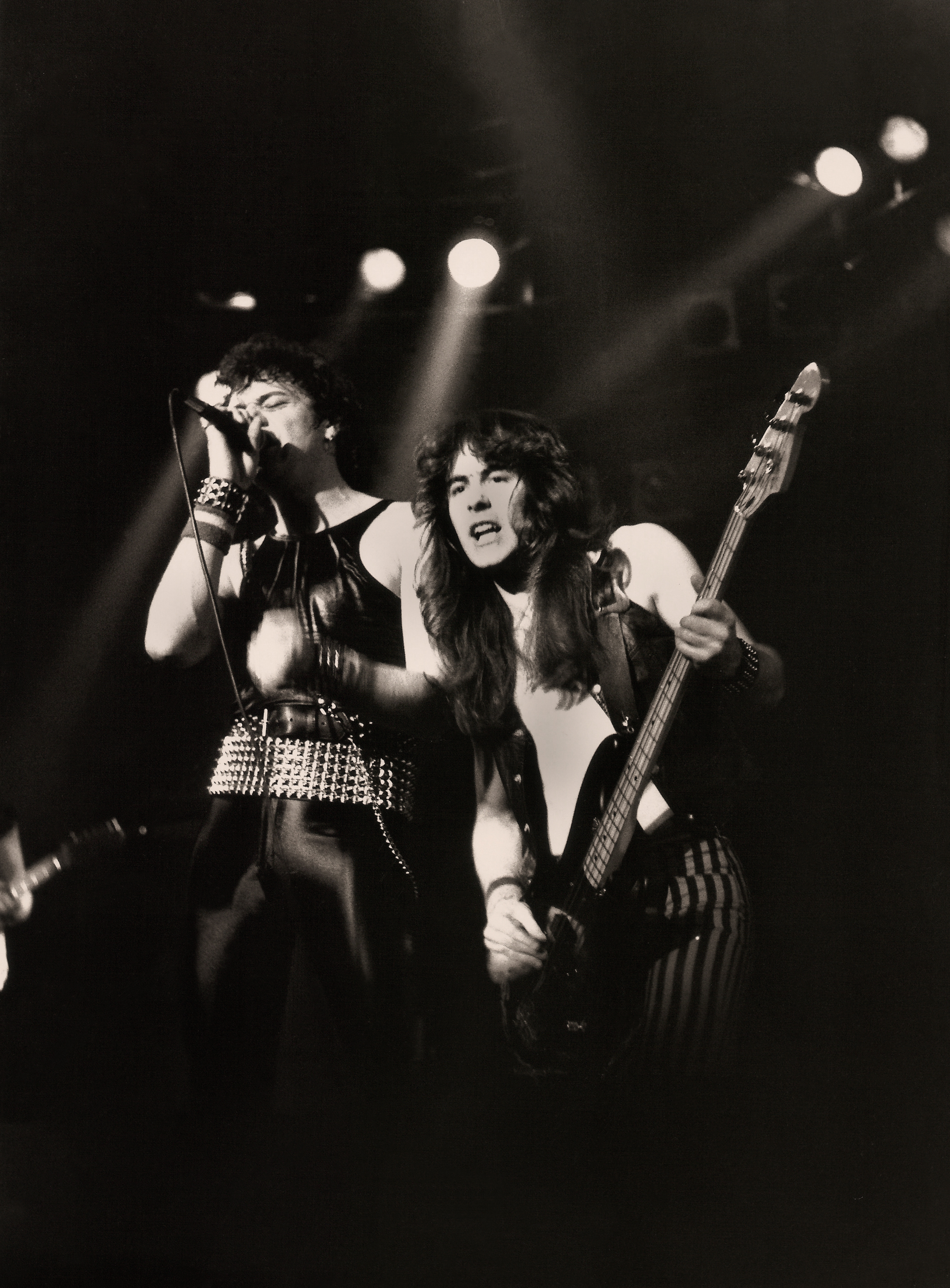
Paul Di'Anno y Steve Harris actuando en Mánchester en 1980.

El 14 de abril de 1980 la banda publicó el esperado primer álbum de estudio, titulado Iron Maiden. Si bien recibió excelentes críticas de los medios especializados, para Harris no llegó al nivel que hubiera deseado, ya que consideró que el productor discográfico Will Malone no trabajó lo suficiente en el sonido. A pesar de la inconformidad de Harris, el disco alcanzó la cuarta posición en las listas británicas, y para celebrarlo la banda retornó al Ruskin Arms, uno de los locales que los vio nacer, para hacer otro histórico concierto.
El grupo empezó a girar abriendo los shows para la gira europea de Kiss de 1980; al terminarla al final del año, el guitarrista Stratton, que ingresara en la séptima alineación del grupo, abandonó la formación debido a diferencias musicales. Lo reemplazó Adrian Smith, amigo de Murray que antes había rechazado unirse ya que estaba cómodo con su banda Urchin, que estaba teniendo cierto éxito local.
El 2 de febrero de 1981 la banda publicó su segundo trabajo discográfico, titulado Killers. El productor discográfico fue Martin Birch, que había trabajado con grupos como Deep Purple, Black Sabbath y Fleetwood Mac (produjo discos como Machine Head y Heaven and Hell). Al escuchar el material, Birch le preguntó a Harris por qué no lo habían llamado para el primer disco. La respuesta fue: «Pensamos que eras demasiado famoso para decir que sí». Comparado con el primer disco, si bien quizás no produjo el impacto del anterior, Killers es mucho más acabado en cuanto a sonido. En febrero, la banda se embarcó en su primera gran gira mundial. En Europa compartieron escenarios con la agrupación estadounidense Kiss. La banda llegó por primera vez a los Estados Unidos, donde tocó junto a Scorpions, Judas Priest, 38 Special y Rainbow.
Su gira por Japón y, junto a ésta, la grabación del álbum en directo Maiden Japan, el 23 de mayo de 1981, le valió la conquista de su primer disco de oro. No obstante, el ascenso no frenó los cambios: Di'Anno fue expulsado debido a sus excesos con el alcohol y las drogas, que lo desgastaban en lo físico y psicológico. Di'Anno, detenido por la Policía en varias ocasiones debido a sus abusos, abandonó la agrupación en momentos claves. Esto motivó a Harris a tomar la decisión de no contar más con él como vocalista. Tras su ausencia, cantantes como Terry Slesser hicieron pruebas para la banda, pero fue Bruce Dickinson, (otro ex-Samson), quien llegó para ocupar el puesto.
El mánager Rod Smallwood se mostró reticente de incluir a Dickinson, debido a un problema que él había tenido con la banda Samson. Sin embargo, Harris le convenció para que fueran a ver a Bruce en un show de Samson, en el mítico Reading Festival en Inglaterra. Tras ver en directo la calidad de Dickinson, como vocalista y como frontman, ambos se convencieron y decidieron ofrecerle el puesto de cantante en Maiden. De esta manera, contactaron con él para que se presentase a una audición, y justo cuando interpretó la canción «Remember Tomorrow» le anunciaron su contratación. Aunque el cantante tuvo algunas dudas, la propuesta de Maiden era tentadora, al tratarse de una banda ya fichada por la gigante EMI Music y que giraba por Europa, Estados Unidos y Asia. Después de meditarlo por varios días, aceptó. El primer concierto de Dickinson con Iron Maiden fue el 26 de octubre de 1981 en Bolonia, Italia.

### Años dorados (1982-1985)

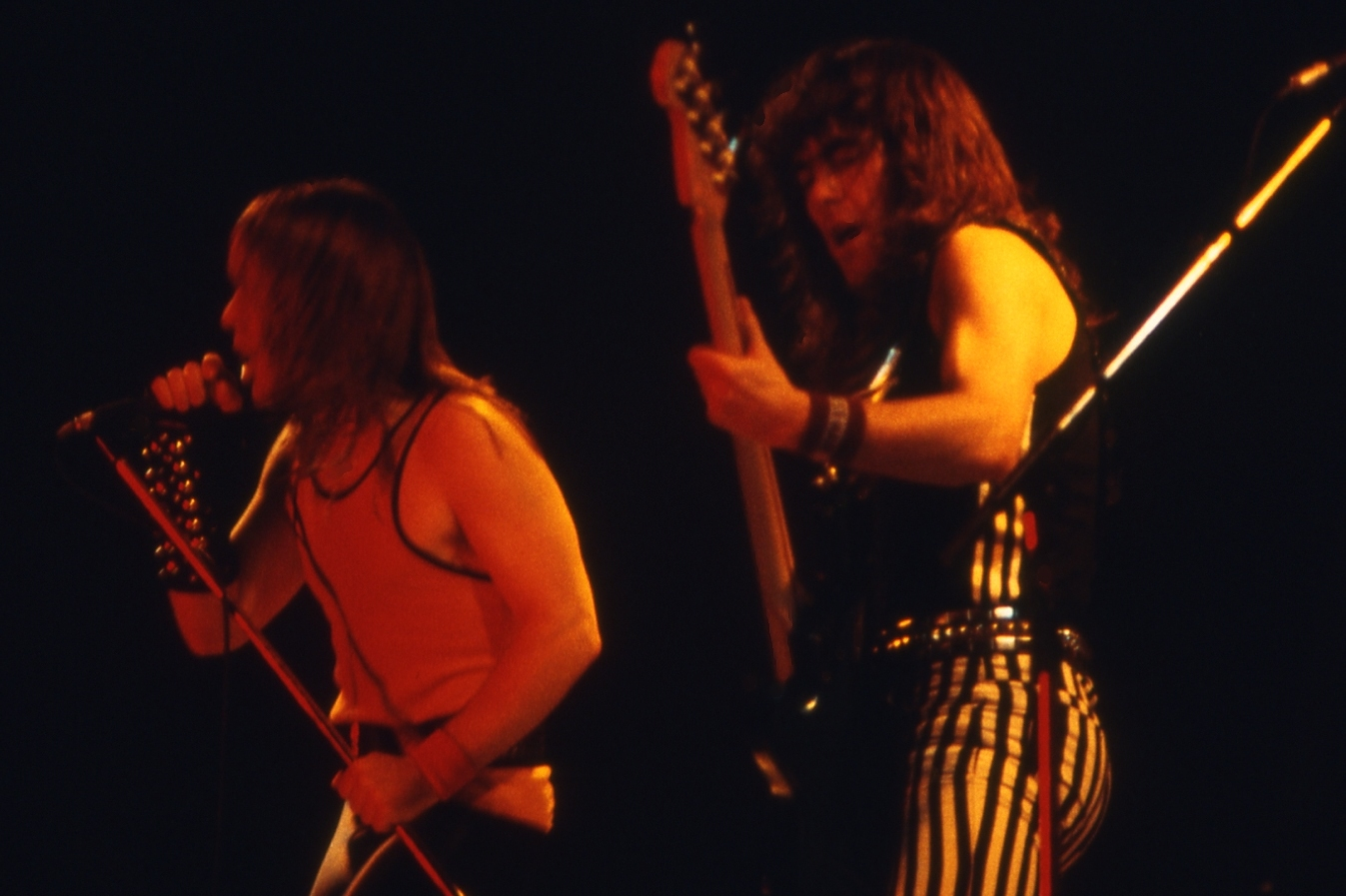
Bruce Dickinson y Steve Harris con Iron Maiden en 1982.

La consagración definitiva de Iron Maiden alrededor del mundo llegó con su tercer álbum, The Number of the Beast, publicado el 29 de marzo de 1982. La gira promocional fue titulada The Beast On The Road, comenzando en Inglaterra para culminar diez meses más tarde en Japón, en su segunda visita. Con el sencillo «Run to the Hills», Maiden llegó hasta el número 7 en el Top 40 británico. Pero fue en plena gira, y mientras su autobús se quedaba varado en la carretera, que la banda se enteró de que el álbum había pasado a encabezar las listas británicas.
Sin embargo, la temática del disco y su portada, en la que se mostraba a Eddie manejando al demonio como a una marioneta, generaron controversia en sectores religiosos en los Estados Unidos. Estos se manifestaron frente a las puertas de uno de sus conciertos acusándolos de apología del satanismo, por la canción «The Number of the Beast», que desencadenó todas las acusaciones. Los medios oficiales o de difusión masiva le dieron la espalda a la banda, en una especie de censura velada, sin embargo, esto no impidió que comenzaran a ser un fenómeno de voz en voz, y hasta romper récords de audiencia en los Estados Unidos, a pesar de que los medios nunca se hicieron eco del fenómeno. No fue así en cambio con bandas como Quiet Riot, Judas Priest, Twisted Sister, o Mötley Crüe, que sí contaron con un importante apoyo mediático y comercial en Estados Unidos.

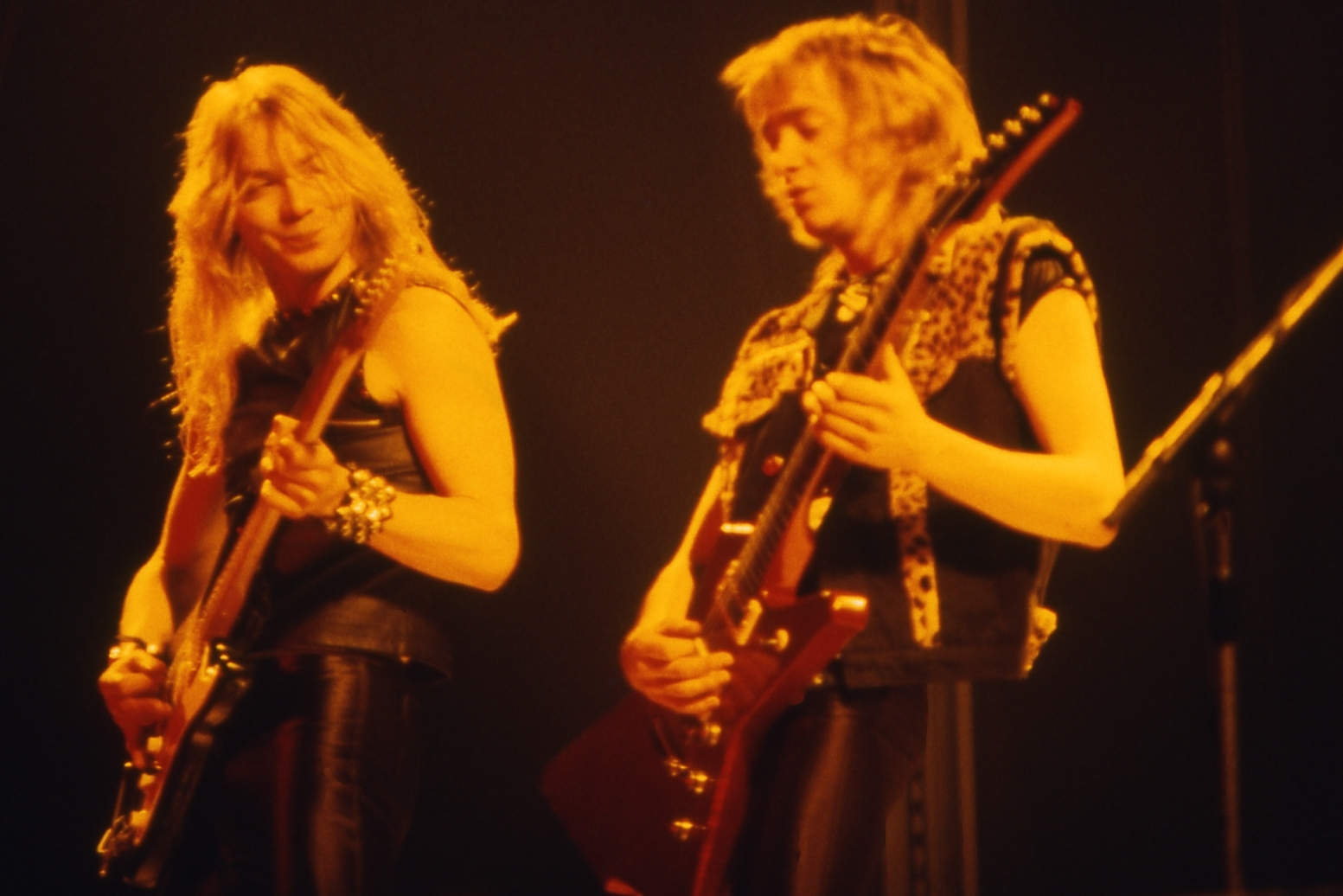
Dave Murray y Adrian Smith en la gira The Beast on the Road.

Por entonces se produjo un cambio más en la formación de la agrupación. Clive Burr abandonó la banda por problemas personales y cierta incapacidad de seguir con el ascendente ritmo y éxito de la banda, fue reemplazado por el exbatería de la banda francesa Trust, Nicko McBrain, dejando constancia de sus cualidades como instrumentista, a la vez que añadió una nueva dimensión al sonido de la banda.
El 16 de mayo de 1983 fue publicado un nuevo álbum de estudio, titulado Piece of Mind, on el que consiguieron discos de platino y oro en varios países. En junio lanzaron la gira World Piece Tour, que los llevó a presentarse como cabeza de cartel en el Rock Pop Festival de Westfalenhalle en Dortmund (Alemania), compartieron escenario con Scorpions, Judas Priest, Def Leppard, Ozzy Osbourne, Quiet Riot y Michael Schenker Group en diciembre de 1983.
El 3 de septiembre de 1984 fue lanzado al mercado el quinto álbum de la banda, titulado Powerslave. El disco comienza con la canción «Aces High», seguida de «2 Minutes to Midnight», basada en el Reloj del Apocalipsis de la Universidad de Chicago que da cuenta simbólica del tiempo para la guerra nuclear y el fin de la civilización, cuyo tiempo «récord» de cercanía fue dos minutos para la medianoche en 1953. Powerslave finaliza con la canción «Rime of the Ancient Mariner», basada en el poema del mismo nombre de Samuel Taylor Coleridge.

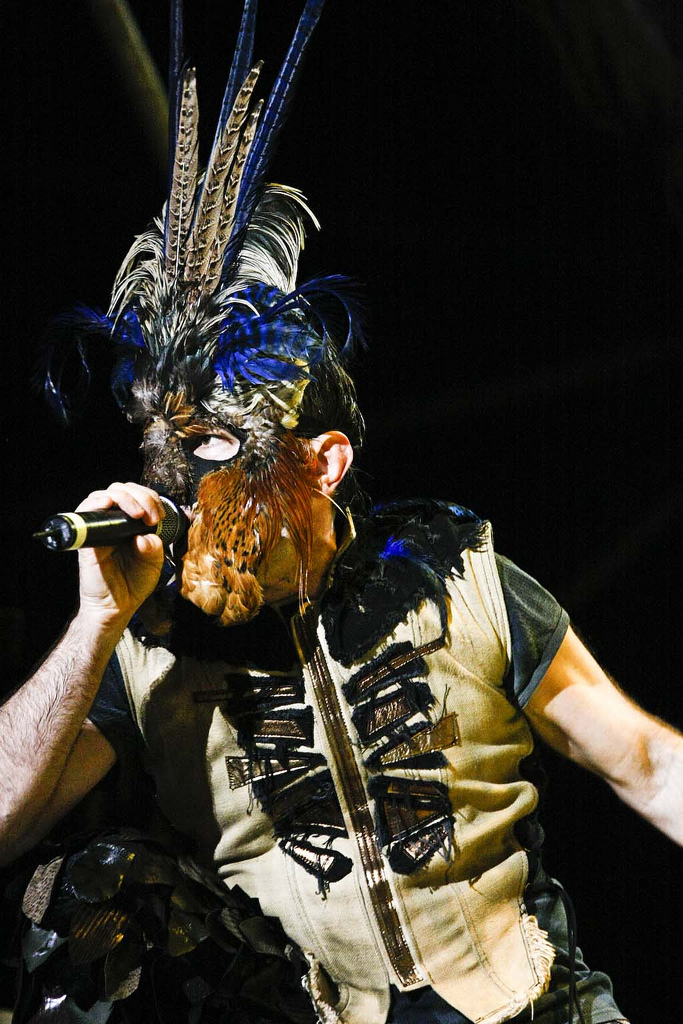
Dickinson con la indumentaria característica utilizada en la gira World Slavery Tour.

The World Slavery Tour, gira que abarcó 23 países y constó de 191 conciertos en 331 días, se realizó en soporte de Powerslave. La gira concluyó en los Estados Unidos con récords de audiencia a pesar de la casi nula difusión en medios masivos, lo cual es mencionado incluso por Dickinson en el concierto del Live After Death grabado en el Long Beach Arena de California.
Con el lanzamiento de Powerslave en 1984, América del Sur los recibió con notable éxito durante el festival Rock in Rio que se realizó en Brasil en Jacarepaguá, en la zona oeste de Río de Janeiro en 1985, en un histórico concierto que contó con la participación de Queen, Scorpions, Ozzy Osbourne, George Benson, Yes y AC/DC.
Durante la gira The World Slavery Tour fue grabado en el Long Beach Arena en California el álbum en directo Live After Death. La portada del disco incluyó una cita de Howard Phillips Lovecraft, escritor de cuentos de terror con estilo y forma de metaficción. El álbum comienza con el discurso que el primer ministro Sir Winston Churchill pronunció como aliento al pueblo británico ante la inminencia del bombardeo a Londres por parte del ejército Alemán nazi durante la Segunda Guerra Mundial, a modo de introducción para la canción «Aces High».

### Experimentación (1986-1989)
El 29 de junio de 1986 fue publicado el sexto álbum de estudio de Iron Maiden, Somewhere in Time, en el que la banda implementó el uso de sintetizadores como complemento, con un sonido que claramente apuntaba a lo progresivo. El disco fue un éxito a nivel mundial, impulsado especialmente por el sencillo "Wasted Years". Sin embargo, no incluyó créditos de escritura de Dickinson, cuyo material fue rechazado por el resto de la banda. El guitarrista Adrian Smith demostró creatividad compositiva en esta etapa, aportando las letras de las canciones "Wasted Years", "Sea of Madness" y "Stranger in a Strange Land", siendo esta última escogida como el segundo sencillo del álbum.

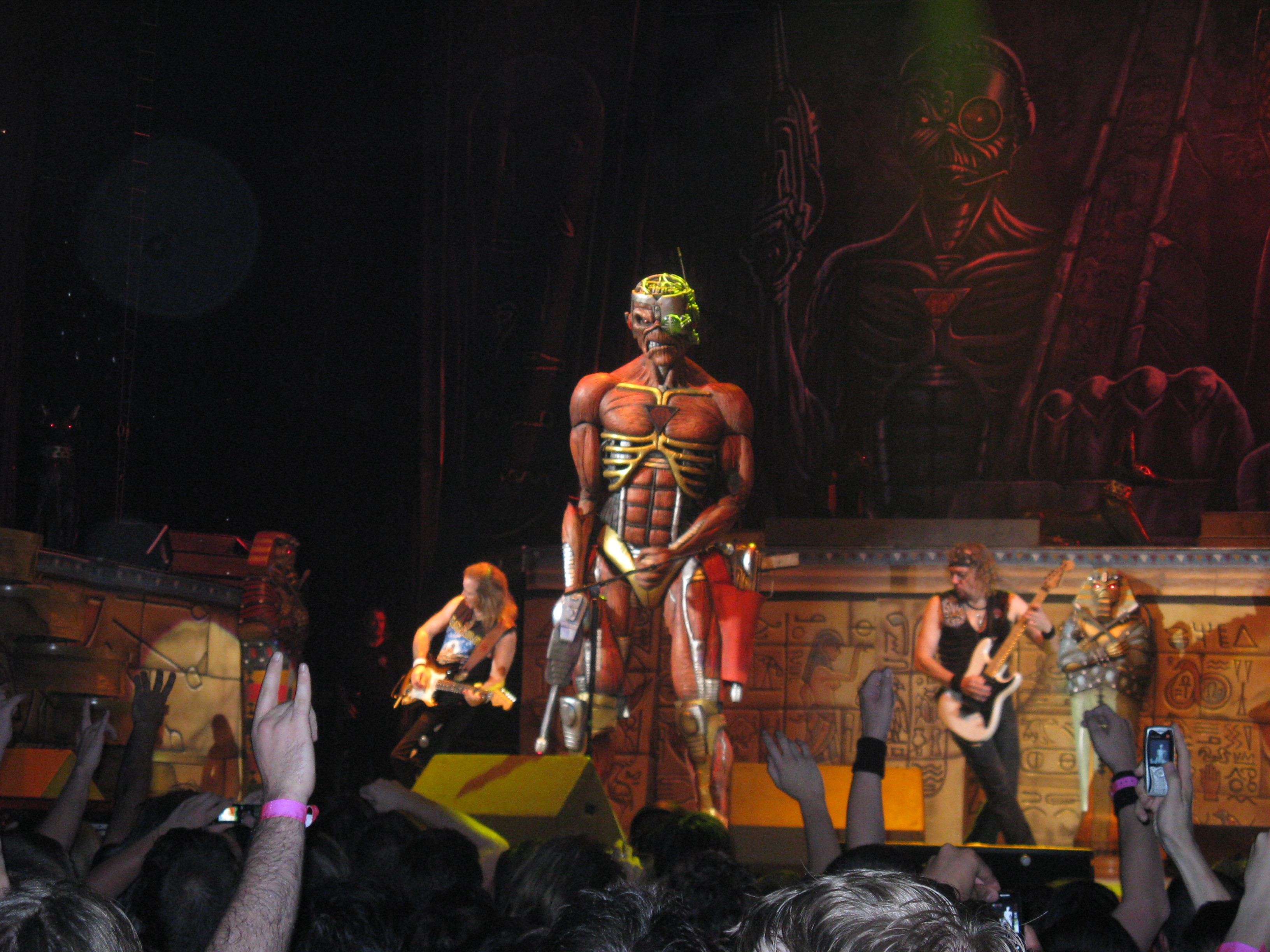
El concepto de Eddie Cyborg se utilizó en el arte de portada del disco y en los espectáculos en vivo de la correspondiente gira.

En marzo de 1988 la banda publicó el sencillo promocional «Can I Play With Madness», que alcanzó la tercera posición en el Reino Unido. El sencillo vino acompañado de un clip de vídeo, dirigido por el cineasta británico Julian Doyle y protagonizado por el actor y comediante Graham Chapman, fallecido poco tiempo después del lanzamiento del clip.
El séptimo álbum de la banda, un disco conceptual basado en la obra El séptimo hijo de Orson Scott Card, fue publicado el 11 de abril de 1988. Seventh Son of a Seventh Son se convirtió en el primer álbum de Iron Maiden en el que se incluyeron teclados, tocados por Harris y Smith, a diferencia de las guitarras sintetizadas utilizadas en el anterior disco. En esta oportunidad, las ideas de Dickinson fueron aceptadas y el cantante tuvo créditos de composición en las canciones «Moonchild», «Can I Play with Madness», «The Evil That Men Do» y «Only the Good Die Young».
Seventh Son se convirtió en el segundo álbum de Iron Maiden en alcanzar la primera posición en las listas de éxitos del Reino Unido, aunque solamente logró la certificación de disco de oro en los Estados Unidos, en contraste con los cuatro álbumes anteriores. El disco fue acompañado de una gran gira promocional así como de una escenografía y juegos de luces. La gira incluyó gran parte de Europa y de los Estados Unidos. Una de las presentaciones más recordadas de esta gira ocurrió en el festival Monsters of Rock, celebrado el 20 de agosto de 1988, en el que la banda fue por primera vez cabeza de cartel y en el que compartieron escenario con Kiss, Guns N' Roses, Megadeth, David Lee Roth y Helloween. El festival convocó a más de cien mil espectadores, pero se vio empañado por la muerte de dos aficionados durante la actuación de Guns N' Roses, por lo que la edición del año siguiente fue cancelada.
La gira concluyó con varios conciertos en el Reino Unido en noviembre y diciembre de 1988, con los conciertos en el NEC Arena de Birmingham grabados para un vídeo en directo, titulado Maiden England. Durante la gira, el técnico de Harris, Michael Kenney, se encargó de tocar los teclados en vivo. Kenney ha actuado como teclista en vivo de la banda desde entonces, también tocando en los cuatro álbumes siguientes antes de que Harris se convirtiera en el único teclista de estudio del grupo desde el año 2000 con Brave New World.

### Salida de Smith y Dickinson (1990-1993)
A mediados de 1989 trascendió la noticia de que Adrian Smith pondría en marcha la creación de una agrupación musical, algo que venía madurando desde hacía tiempo y que varias veces debió postergar por las obligaciones que supone ser miembro de Iron Maiden. Así, Smith lanzó el álbum Silver and Gold con la banda ASAP, la que integró con unos viejos amigos y donde él mismo se hizo cargo de la voz. Bruce Dickinson también puso en marcha su proyecto personal y lanzó el álbum Tattooed Millionaire, proyecto que se aleja del sonido tradicional de Iron Maiden. Tras una sólida carrera en grupo de muchos años, la agrupación empezaba a dar señales de deseos individuales.
A inicios de 1990, año marcado por la anunciada ausencia de Maiden de los escenarios y en el que celebraba sus primeros diez años como estrella de la compañía discográfica EMI, Adrian Smith dejaba la banda en plena planificación del siguiente álbum, que incluso contaría con un tema de su autoría. Según cuenta el mismo Harris, si esta decisión de Smith se hubiese presentado en otra época, probablemente no se hubiera llevado a cabo en buenos términos, sin embargo, la separación se realizó en términos completamente amistosos y la banda dejó en libertad a su guitarrista. De esta manera, la formación clásica había llegado a su fin. Sin embargo, a los siete días se dio a conocer a Janick Gers como reemplazo de Smith. Gers había trabajado con Dickinson como guitarrista en el álbum Tattooed Millionaire y con bandas como White Spirit y Gillan.

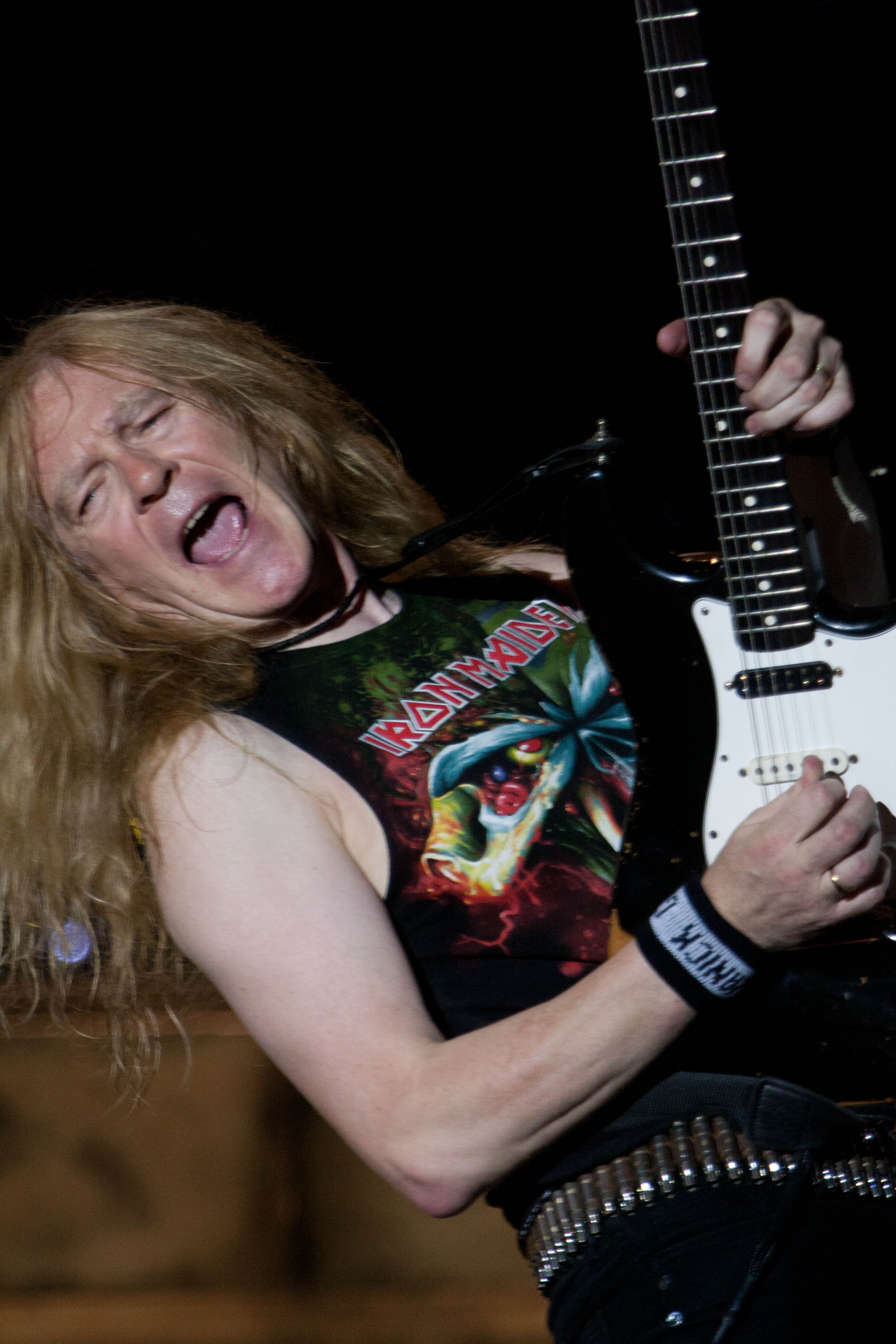
Janick Gers reemplazó al guitarrista Adrian Smith tras su salida de Iron Maiden en 1990.

El álbum No Prayer for the Dying debutó el 1 de octubre de 1990 en las listas británicas en el puesto número dos. En el disco fue incluida "Bring Your Daughter... to the Slaughter", única canción de Iron Maiden hasta la fecha que pudo encabezar la lista UK Singles Chart. Fue grabada originalmente por la banda de Dickinson para la banda sonora de la película de terror A Nightmare on Elm Street 5: The Dream Child. La canción fue prohibida por la BBC debido a su provocativa letra y solo se proyectó un clip en vivo de 90 segundos en el programa Top of the Pops.
Después de dos años, la banda se embarcó en una nueva gira titulada No Prayer On The Road. Sin embargo, la gira debió terminar antes de lo planeado, cancelándose las visitas a Japón y Australia debido al comienzo de la guerra del Golfo. Finalmente la gira finalizó en Salt Lake City, Utah en marzo de 1991.
En mayo de 1992 fue publicado un nuevo álbum de Iron Maiden, Fear of the Dark. Se convirtió en el primer álbum de estudio cuya portada no fue dibujada por Derek Riggs, pues sus ideas no coincidían con lo que quería la banda en este disco. El arte de portada fue diseñado por Melvyn Grant. Fear of the Dark le dio a la banda otro número uno en las listas británicas.
Una multitudinaria gira mundial, llamada Fear of the Dark Tour, se inició el día 5 de junio de 1992 y la inauguración oficial fue en Reikiavik. Luego la banda se trasladó a los Estados Unidos y Canadá, prosiguiendo su itinerario por América Latina, destacándose un gran escándalo a nivel gubernamental y eclesiástico en Chile, en donde fueron censurados por las autoridades de forma encubierta, generando un escándalo en dicho país y la desazón de miles de admiradores, muchos de los cuales incluso realizaron marchas por el centro de Santiago en señal de protesta. La fecha que no pudo realizarse en Chile fue reemplazada por Uruguay en la Estación General Artigas, una estación de trenes abandonada. En dicho lugar, la banda quedó fascinada con la arquitectura de la misma (típica inglesa del siglo XIX), y entre máquinas y vagones de este origen y antigüedad se realizó una sesión fotográfica, que no ha visto la luz, salvo una foto en el aeropuerto (al llegar a territorio uruguayo) en el libreto que acompaña al doble álbum en directo A Real Live/Dead One.
Concluido el tramo sudamericano, Iron Maiden se dirigió a Europa, donde actuó en muchos países y nuevamente fue cabeza de cartel en el Festival Monsters of Rock, que tuvo lugar en el circuito de Donington Park, el sábado 22 de agosto de 1992, ante miles de espectadores. La presentación de este festival, en el que Adrian Smith retornó brevemente a la formación de la banda durante la canción "Running Free", fue grabada y recopilada en el álbum en vivo Live at Donington. El siguiente tramo de la gira los llevó a Australia, Nueva Zelanda, Corea, Taiwán, Indonesia, India y Japón con siete presentaciones en Nagoya, Fukuoka, Hiroshima, Osaka (con dos presentaciones), Yokohama y Tokio.
En 1993, Dickinson dejó la banda para continuar con su carrera en solitario, pero aceptó quedarse para una gira de despedida y dos álbumes en vivo. El primero, A Real Live One, contenía canciones de 1986 a 1992, y fue lanzado en marzo de 1993. El segundo, A Real Dead One, contenía canciones de 1980 a 1984, y fue lanzado después de que Dickinson dejara la banda. La gira no fue una buena experiencia para la agrupación y Steve Harris afirmó que Dickinson solo puso su mayor esfuerzo en espectáculos de alto perfil, y que en varios conciertos parecía simplemente murmurar al micrófono. Dickinson se encargó de desmentir estas declaraciones, afirmando que le era imposible estar al cien por ciento si el ambiente no era el adecuado, argumentado además que la noticia de su salida había impedido cualquier posibilidad de un buen ambiente durante la gira. El 28 de agosto de 1993 se realizó un pequeño concierto de despedida de Dickinson, el cual fue filmado por la BBC bajo el nombre de Raising Hell. El ilusionista Simon Drake se encargó de presentar el espectáculo.
La despedida entre la banda y el vocalista fue caballerosa en un principio. Apenas algún comentario posterior de Steve Harris deja traslucir la incomodidad: "Supuestamente, hacía mucho que no se sentía bien con nosotros, estaba cansado y creativamente desmoralizado, lo cual es muy raro porque jamás nos dijo nada. Si se sentía así, entonces tendría que haberse ido antes y yo mismo le habría aconsejado que se fuera".
Sin embargo, posteriormente Dickinson comenzó a argumentar sus diferencias respecto a sus excompañeros en algunos medios de comunicación, en especial en relación con Steve Harris, a quien calificaba como demasiado "tradicional".

### Etapa con Blaze Bayley (1994-1999)

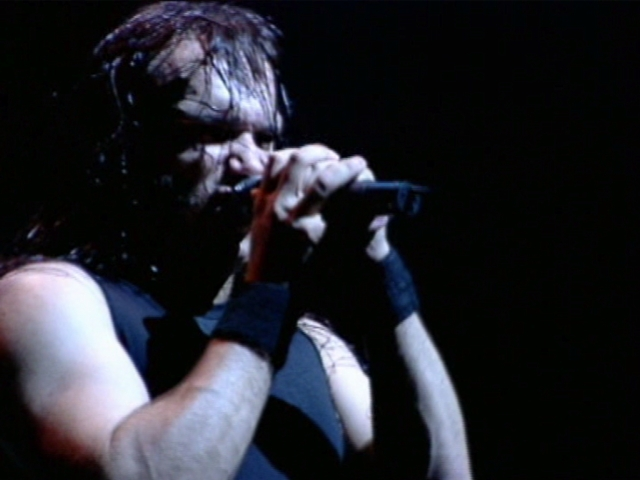
El cantante británico Blaze Bayley reemplazó a Bruce Dickinson tras su salida de Iron Maiden.

Antes de la despedida de Dickinson, Iron Maiden consideró a algunos cantantes para su reemplazo, entre estos Andre Matos y Doogie White. Steve Harris argumentó que el sucesor de Dickinson preferentemente debería vivir en Inglaterra por cuestiones logísticas, ensayos, trabajo fuera de la giras, etc. Finalmente, la balanza se inclinó por Blaze Bayley, cantante del grupo Wolfsbane, que ya había acompañado a Iron Maiden en una gira en 1990. Como ya había ocurrido en el pasado, a la hora de los cambios en su alineación, Harris consideró la amistad y empatía con la banda para tomar una decisión.
Para el nuevo álbum, la banda no solo presentó a un nuevo cantante, sino también a un nuevo productor. Desde 1981, cada álbum de estudio de Iron Maiden había sido producido o coproducido por Martin Birch. Pero ahora, ya retirado, Steve decidió hacerse cargo de la producción junto a Nigel Green, quien había sido ingeniero en los álbumes Killers y The Number of the Beast, y en la actualidad productor de su propio sello discográfico. Finalmente, después de un año de trabajo, en octubre de 1995 fue lanzado el disco The X Factor previo inicio de la gira The X Factour que los llevó por primera vez a Sudáfrica e Israel. La gira también abarcó el Este de Europa (Rumania, Bulgaria, Eslovenia, Hungría, Polonia y la República Checa); Europa Occidental, Estados Unidos, México, Canadá, Japón y Sudamérica.
La salida de Bruce Dickinson afectó a la recepción del nuevo álbum, sin embargo, el trabajo llegó al Top 8 de las listas británicas. En este álbum, las canciones son más largas y oscuras, abandonando en gran parte el sonido que caracterizó a la banda en la década de 1980. Ese enfoque siniestro y oscuro del álbum muy probablemente era el reflejo del difícil momento emocional y personal de Steve Harris en aquellos años, pues atravesaba por el divorcio de su esposa y la muerte de su padre.
El arte de portada también representó un cambio. En ella se puede ver a Eddie en 3D, mientras está siendo diseccionado. El trabajo de la portada y del libreto interno fueron obra de Hugh Syme, quien previamente había trabajado en discos como Moving Pictures, Roll the Bones o Counterparts de Rush y Countdown to Extinction y Youthanasia de Megadeth.
En 1996 vio la luz Best of the Beast, primer disco recopilatorio oficial presentado por la banda, en dos versiones: un disco sencillo de 16 canciones y un disco doble de 27 canciones. Se incluyó además la canción inédita "Virus", grabada durante las sesiones del último disco de estudio.
Durante 1997, durante el auge de los videojuegos de consolas de 32 bits y de PC, Iron Maiden encargó a la empresa inglesa Virtual Studio la realización de un juego basado en su mascota, Eddie, y con canciones del grupo como banda sonora. Inicialmente su nombre sería Melt y contaría con versiones para PC y para PlayStation. Después de varios retrasos, y aunque se llegó a hacer una reserva a través del club de fanes oficial del grupo, el juego fue cancelado debido a la baja calidad del mismo.
En 1998 fue lanzado el álbum de estudio Virtual XI, bajo un concepto mucho más clásico, a diferencia de la oscuridad plasmada en el álbum anterior. El disco tuvo una buena recepción en los aficionados más leales de la banda, pero más baja en comparación al disco anterior, alcanzando la posición número 16 en las listas británicas, la posición más baja de un disco de la banda en toda su carrera en los charts británicos.

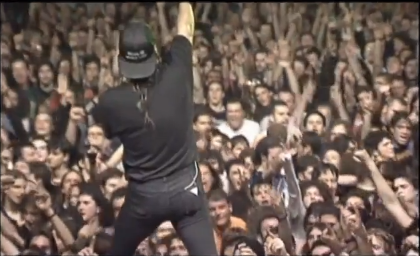
Blaze Bayley con Iron Maiden en vivo en 1998.

Mientras la banda gestaba este álbum, fue retomada la idea del lanzamiento de un videojuego. Encargaron a la compañía de desarrollo multimedia Synthetic Dimensions la creación de un videojuego basado en el arte gráfico que ha venido acompañando al grupo a lo largo de su carrera y que tuviera como protagonista a Eddie. El videojuego fue titulado Ed Hunter, y se publicó en 1999 acompañado de un disco recopilatorio de 20 canciones escogidos por los fanáticos en la web oficial de Iron Maiden.
Debido al menor éxito comercial obtenido con Virtual XI, Iron Maiden empezó a sufrir una merma en la convocatoria de público en sus conciertos, y para algunos, el desempeño de Blaze en vivo no era el adecuado cuando debía interpretar canciones más antiguas de la banda, lo cual causó inconformidad entre muchos seguidores de la banda.
Tras el concierto de Maiden en Buenos Aires, Argentina, el 12 de diciembre de 1998, con el que concluyó la gira Virtual XI World Tour, se dio por terminada la participación de Blaze en la banda y le fue notificado su despido. Sin embargo, la noticia no se hizo pública en ese momento.

### Regreso de Bruce Dickinson y Adrian Smith,Brave New World(1999-2002)

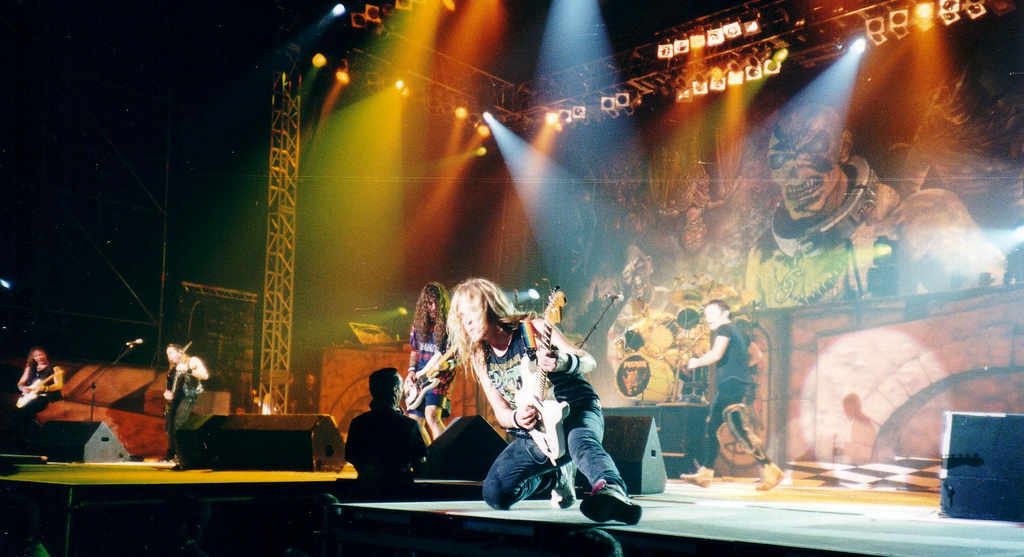
Concierto de la gira The Ed Hunter Tour (1999).

El año de 1999 inició con muchas especulaciones y rumores que hablaban de una supuesta salida de Blaze y se comentaban posibles reemplazos, entre los que se espaeculaba con Michael Kiske, anterior cantante de Helloween, que ya había sonado como reemplazo de Dickinson antes de reclutar a Blaze Bailey. Sin embargo, fue el mismo Kiske quien años más tarde se encargaría de desmentir aquel rumor ya que de partida Harris necesitaba a alguien amigo de la banda y que viviera en Inglaterra. En el mes de febrero se anunció el retorno de Bruce Dickinson, generado por el deseo recíproco de ambas partes y tras una conversación de Dickinson con Rod Smallwood. Smallwood lo veía como una gran posibilidad para Iron Maiden, pero pensaba que Steve Harris no estaría muy convencido, pues tras la salida de Bruce la relación de Steve con el vocalista no había sido la mejor.
Bruce propuso también el regreso de Adrian Smith, quien en ese momento era uno de los guitarristas de su banda solista y con el que grabó los exitosos álbumes Accident of Birth (1997) y Chemical Wedding (1998). La banda decidió además conservar a Janick Gers en su formación, creando así un trío en las guitarras.
Ese mismo año la banda lanzó su videojuego Ed Hunter, y como promoción, se realizó una gira de impacto celebrando la vuelta de Bruce y Adrian titulada The Ed Hunter Tour, con alrededor de 30 fechas en Norteamérica y Europa. Una vez culminada la gira, el grupo se volcó de lleno en la preparación del que sería su duodécimo disco, titulado Brave New World. El trabajo, publicado el 29 de mayo del año 2000, alcanzó la séptima posición en las listas británicas y la primera en varios países del mundo, retomando además el sonido característico de la agrupación.
La esperada gira mundial de presentación del álbum incluyó algunos países de América del Sur como Chile, Brasil y Argentina. Para poner fin a la gira se registró un nuevo disco en vivo titulado Rock in Rio (2002) grabado durante el festival Rock in Rio en su tercera edición, ante 250.000 personas.
En esta gira, Iron Maiden interpretó después de muchos años la canción "Run to the Hills" en los conciertos de Río de Janeiro y Santiago de Chile. Ese mismo año también se lanzó Eddie's Archive, una caja recopilatoria de seis discos compactos que contiene los conciertos Beast Over Hammersmith y The BBC Archives y un recopilatorio de Lados B titulado Best of the B'Sides.

### Dance of DeathyA Matter of Life and Death(2003–2007)

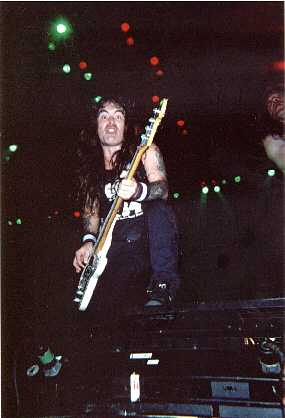
Steve Harris en vivo con la banda en 2003.

En 2003, Iron Maiden publicó un nuevo álbum de estudio, Dance of Death. El primer sencillo del disco, titulado "Wildest Dreams", fue presentado meses antes en la gira por Europa y Estados Unidos llamada Give Me Ed... Til I'm Dead, que comenzó en la ciudad española de La Coruña. Acto seguido, se lanzó un segundo sencillo, titulado "Rainmaker", que incluye una versión orquestal de la canción que da título al álbum, "Dance of Death".
Nuevamente la banda se embarcó en una gira mundial que culminó en Japón y que produjo un nuevo álbum en vivo, titulado Death on the Road. Melvyn Grant, autor de la portada del disco Fear of the Dark, fue el artista elegido para realizar la portada del directo, tras el rechazo de Derek Riggs debido a la presión a la que fue sometido. Como decisión, el artista no quiso realizar más portadas de Eddie para Iron Maiden, aunque sí creó una versión femenina de la mascota para el disco del grupo tributo compuesto íntegramente por mujeres, The Iron Maidens.
Culminada la gira, fue lanzado un EP llamado No More Lies, con cuatro canciones y una muñequera de obsequio.
En noviembre de 2004 fue publicado un DVD doble titulado The Early Days, que presenta grabaciones inéditas de los primeros años, desde Iron Maiden hasta Piece of Mind. En el DVD también se incluyó un documental con la participación de varios músicos que integraron la banda entre 1972 y 1983. En 2005 se realizó una gira que abarcó Europa y parte de América a modo de promoción, en la que solo se interpretaron temas de los cuatro primeros discos.
En agosto de 2006, Iron Maiden publicó su decimocuarto álbum de estudio, titulado A Matter of Life and Death, siendo la guerra y la religión las principales temáticas abordadas. El disco fue un éxito comercial y de crítica, otorgándole a la banda su primer top 10 en la lista estadounidense Billboard 200 y recibiendo el premio al mejor álbum del año entregado por la revista Classic Rock. Siguió una gira de apoyo, durante la cual tocaron el álbum en su totalidad, algo que la banda jamás había llevado a cabo, obteniendo un respuesta que fue mixta.

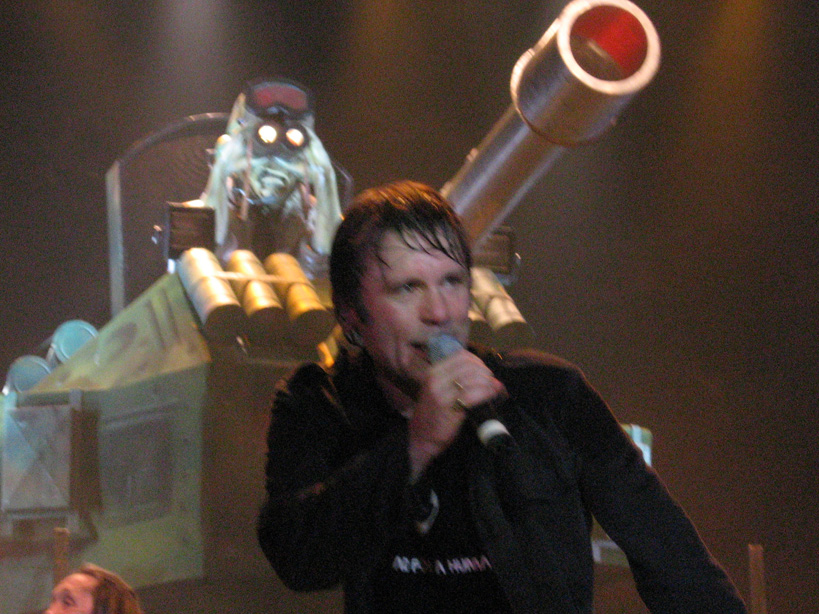
Bruce Dickinson durante la gira A Matter of Life and Death World Tour.

En noviembre de 2006, Iron Maiden y Rod Smallwood anunciaron la finalización de un vínculo de 27 años con Sanctuary Music y el comienzo de una nueva empresa llamada Phantom Music Management. Sin embargo, no se hicieron cambios significativos. Un mes después, la banda grabó una sesión en directo en los estudios Abbey Road. Su ejecución se presentó en un episodio del programa Live from Abbey Road, junto con sesiones de Natasha Bedingfield y Gipsy Kings en marzo de 2007 en Channel 4 y en junio del mismo año a través de Sundance Channel.
La segunda parte de la gira A Matter of Life and Death, que tuvo lugar en 2007, fue apodada A Matter of the Beast para celebrar el 25.º aniversario del álbum The Number of the Beast e incluyó apariciones en varios festivales importantes de todo el mundo. La gira comenzó en el Medio Oriente con la primera presentación de la banda en Dubái, después de la cual tocaron ante más de 30 000 personas en el Bangalore Palace Grounds, marcando el primer concierto de cualquier banda importante de heavy metal en el subcontinente indio. La agrupación tocó una serie de fechas europeas, incluyendo una aparición en Download Festival, su cuarta presentación en Donington Park, ante aproximadamente 80.000 personas. El 24 de junio terminaron la gira con una actuación en la Academia Brixton de Londres a beneficio del fondo benéfico The Clive Burr MS, con el objetivo de recaudar fondos para el tratamiento de la esclerosis múltiple, enfermedad que venía aquejando durante varios años al anterior batería de Iron Maiden.

### Gira Somewhere Back in Time yFlight 666(2007-2009)
El 5 de septiembre de 2007, la banda anunció una nueva gira llamada Somewhere Back in Time World Tour, en la que presentaron un setlist conformado por canciones clásicas de la agrupación, haciendo énfasis en la época de Powerslave. La primera parte de la gira, que dio inicio en Bombay el 1 de febrero de 2008, consistió de 24 conciertos en 21 ciudades. La agrupación se transportó en un avión Boeing 747-400, pilotado por el propio Bruce Dickinson y bautizado Ed Force One. Tocaron por primera vez en Costa Rica y Colombia.

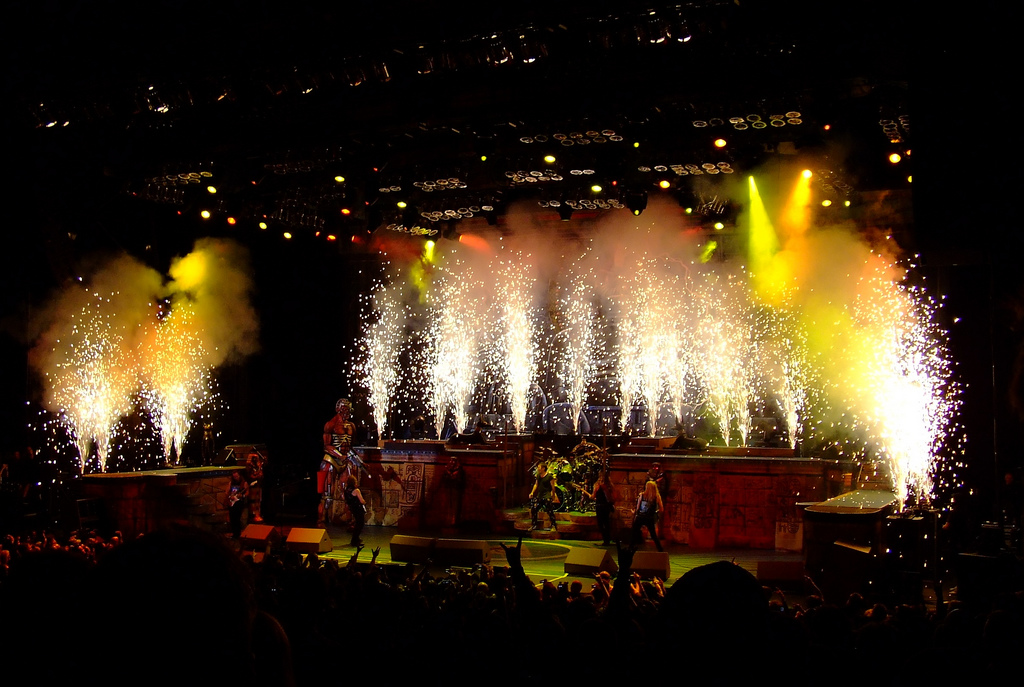
Iron Maiden en vivo en 2008.

La gira condujo al lanzamiento de un nuevo álbum recopilatorio, titulado Somewhere Back in Time, que incluía una selección de temas desde el álbum debut de 1980 hasta Seventh Son of a Seventh Son de 1988, así como varias versiones en vivo de Live After Death. La gira mundial Somewhere Back in Time continuó con dos etapas más en los Estados Unidos y Europa en el verano de 2008, durante las cuales la banda utilizó un escenario más amplio, incluyendo otros elementos del espectáculo original Live After Death.
La última parte de la gira tuvo lugar entre febrero y marzo de 2009, nuevamente con el Ed Force One como medio de transporte. La manga final llevó a la banda a presentarse por primera vez en Perú y en Ecuador, y a regresar a Venezuela y a Nueva Zelanda después de 17 años, así como a Costa Rica ante 17.000 personas. La agrupación también tocó otro concierto en la India (el tercero en el país en un lapso de 2 años) en el festival Rock in India ante una multitud de 20 000 personas. La gira finalizó en Florida el 2 de abril. En general, la gira tuvo una asistencia de más de dos millones de personas en todo el mundo.
En la edición del año 2009 de los Premios BRIT, Iron Maiden ganó el premio en la categoría de mejor banda británica en vivo. Votada por el público, la banda ganó por una victoria aplastante.
El 20 de enero de 2009, la banda anunció que el 21 de abril de 2009 estrenaría un largometraje documental en algunos cines. Iron Maiden: Flight 666 se filmó durante la primera parte de la gira mundial Somewhere Back in Time entre febrero y marzo de 2008. Fue coproducido por Banger Productions y distribuido en cines por Arts Alliance Media y EMI. La película fue publicada en formatos Blu-ray, DVD y CD en mayo y junio, encabezando las listas de éxitos en 22 países.

### The Final Frontiery Maiden England World Tour (2010-2014)

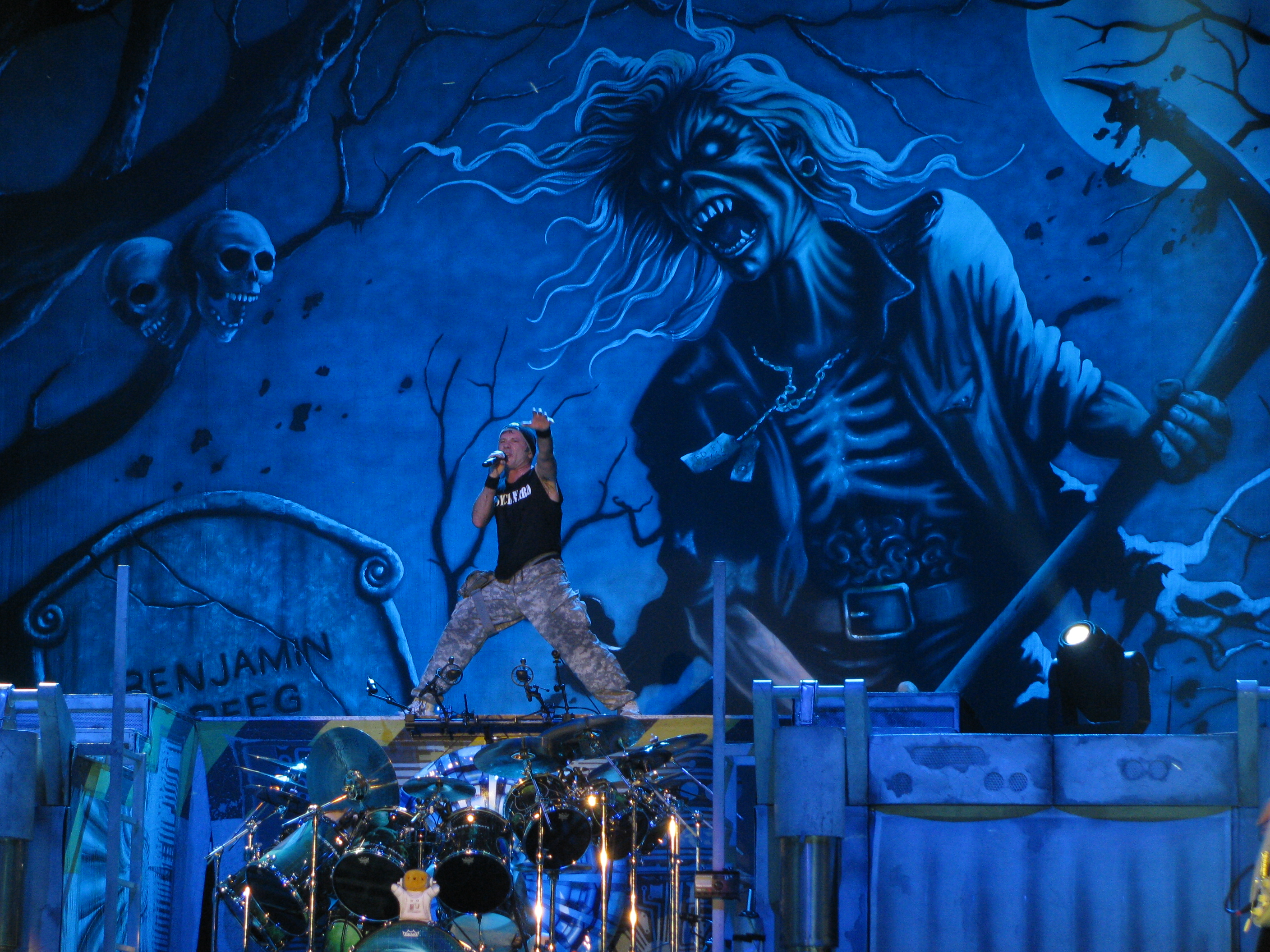
Iron Maiden en vivo en 2010.

The Final Frontier, decimoquinto álbum de estudio de Iron Maiden, fue publicado el 16 de agosto de 2010, alcanzando la primera posición en las listas de éxitos de 28 países. Aunque Steve Harris había afirmando anteriormente que la banda solo publicaría quince álbumes de estudio, los mismos miembros de la banda se encargaron de negar esa afirmación después de la publicación del disco.
La gira soporte del álbum llevó a la banda a presentar 98 espectáculos a nivel mundial ante unos dos millones de personas, incluyendo primeras visitas a Singapur, Indonesia y Corea del Sur. El sencillo "El Dorado" ganó un premio en la categoría mejor interpretación de metal en la gala de los Premios Grammy, celebrados el 13 de febrero de 2011. La banda ya había sido nominada dos veces en esta categoría, con "Fear of the Dark" en 1994 y "The Wicker Man" en 2001.
El 15 de marzo se anunció una nueva recopilación, titulada From Fear to Eternity. La fecha original de lanzamiento se fijó el 23 de mayo, pero posteriormente se retrasó hasta el 6 de junio. El doble disco cubre el periodo 1990-2010 (los ocho álbumes de estudio más recientes de la banda), y, como en Somewhere Back in Time, se incluyeron versiones en vivo con Bruce Dickinson en lugar de grabaciones originales que incluían a otros vocalistas, en este caso Blaze Bayley.
En un comunicado de prensa, Rod Smallwood reveló que Iron Maiden publicaría un nuevo concierto en DVD en 2011, filmado en Santiago de Chile y Buenos Aires, durante la gira mundial The Final Frontier. El 17 de enero de 2012, la banda anunció que la nueva versión, titulada En Vivo! y basada en imágenes del concierto de Chile, estaría disponible en todo el mundo en CD, LP, DVD y Blu-ray el 26 de marzo, excepto en los Estados Unidos y Canadá (donde se lanzó el 27 de marzo). Además de las imágenes del concierto, el video incluye un documental de 88 minutos de duración, titulado Behind The Beast, que contiene entrevistas con la banda y su equipo. En diciembre de 2012, la versión de "Blood Brothers" de En Vivo! fue nominada para un premio Grammy a la mejor interpretación de metal.

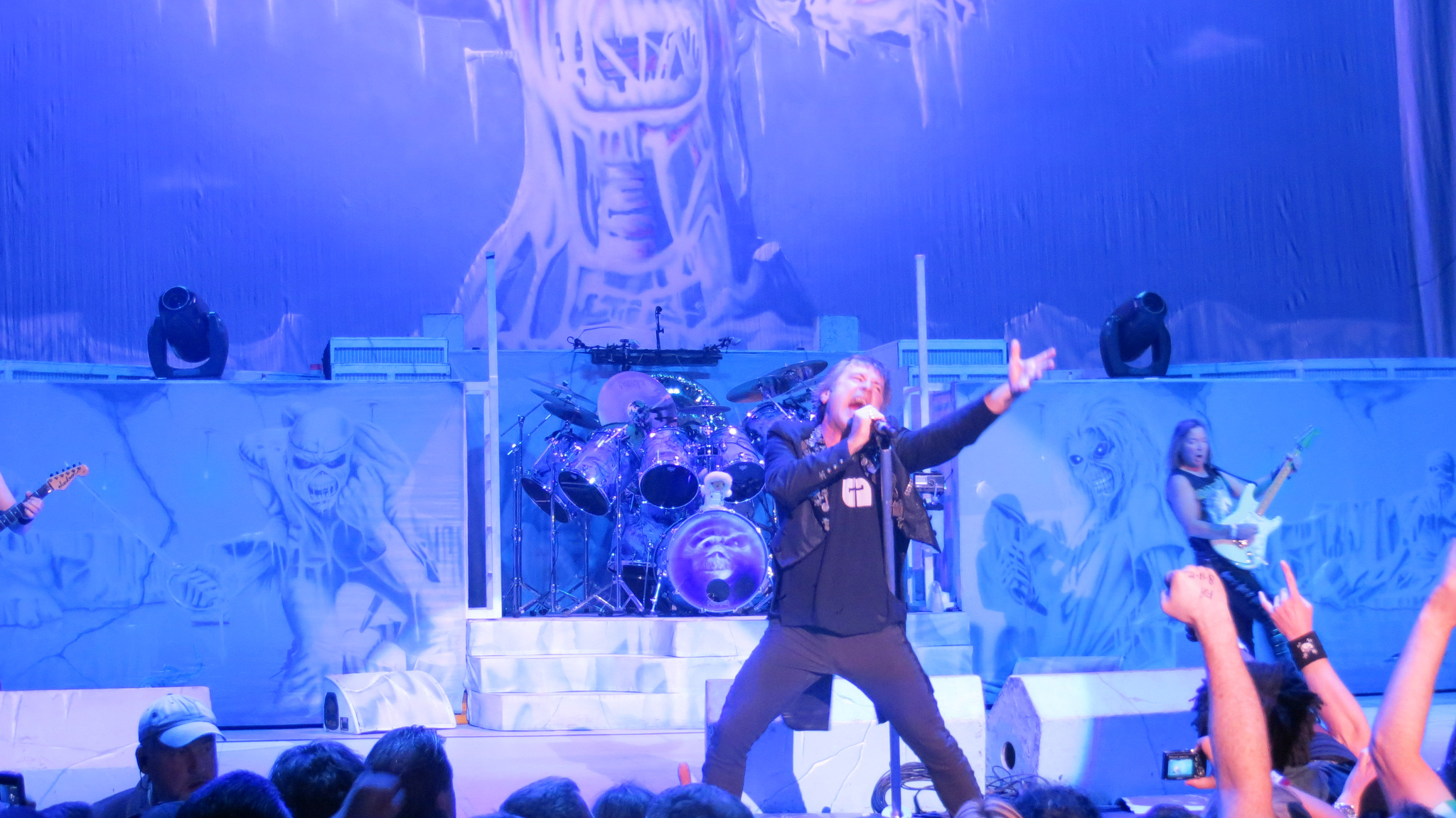
Iron Maiden en vivo en Denver, 2012.

El 15 de febrero de 2012, la banda anunció el Maiden England World Tour 2012-14, conmemorando la reedición del vídeo Maiden England de 1988. La gira comenzó en Norteamérica en el verano de 2012 y fue seguida por otras fechas en 2013 y 2014, que incluyeron la quinta actuación de la banda en Donington Park, su primer concierto en el recién construido estadio nacional de Estocolmo, su regreso al festival Rock in Rio en Brasil y su debut en Paraguay. En agosto de 2012, Steve Harris declaró que el vídeo de Maiden England se volvería a publicar en 2013, con una fecha de lanzamiento posterior fijada para el 25 de marzo de 2013 en formatos de DVD, CD y LP bajo el título Maiden England '88.
El 13 de marzo de 2013 se anunció la muerte del exbatería Clive Burr a los 56 años. En el año 2001 Clive fue diagnosticado con esclerosis múltiple, enfermedad que le abocó a quedar postrado en una silla de ruedas. El bajista Steve Harris declaró al respecto: "Era una persona maravillosa y un batería increíble que hizo una valiosa contribución al grupo en sus inicios, cuando comenzábamos a tocar". La noticia fue anunciada en la página oficial de la banda. Dickinson afirmó que conoció a Burr cuando este dejaba Samson en diciembre de 1982. Cuando le diagnosticaron esclerosis múltiple en 2001, sus excompañeros en Iron Maiden crearon la fundación Clive Burr MS Trust con el fin de ayudarle a recaudar dinero para poder costearse la vida. El grupo también dio varios conciertos en honor de Burr cuando este se encontraba con problemas para financiar su casa, según indicó la BBC.

### The Book of SoulsyLegacy of the Beast(2015-2020)
Después de cinco años del lanzamiento de The Final Frontier, Iron Maiden publicó un nuevo álbum de estudio llamado The Book of Souls, el 4 de septiembre de 2015. Junto al álbum se lanzó el sencillo "Speed of Light". The Book of Souls es su álbum de más duración, superando a The Final Frontier, contiene la canción más larga de Iron Maiden, "Empire of the Clouds", compuesta por Dickinson y basada en el desastre aéreo del dirigible británico R.101. El álbum iba a lanzarse entre abril y mayo, pero debieron atrasar su lanzamiento debido al cáncer de garganta que afectó a Dickinson. El álbum fue bien recibido por la crítica y por los fanáticos, y llegó a ser número 1 en 24 países a pocas semanas desde su lanzamiento, obteniendo la certificación de disco de oro en el Reino Unido con 110.000 copias vendidas y un debut en el puesto 4 del Billboard 200. 

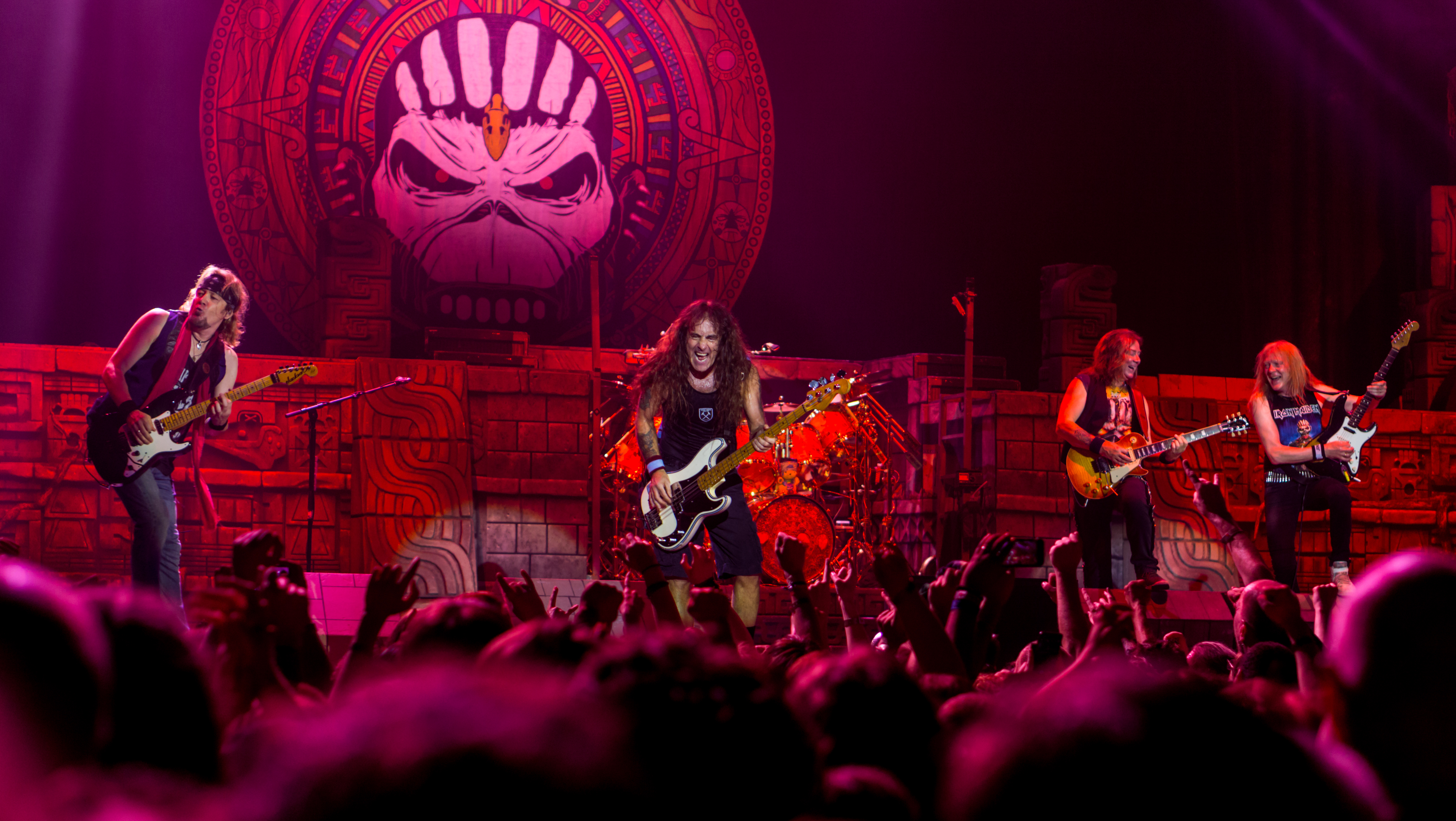
Smith, Harris, Murray y Gers en vivo en 2017.

En febrero de 2016, la banda se embarcó en la gira The Book of Souls World Tour, tocando en 35 países de América del Norte y del Sur, Asia, Australasia, África y Europa, incluyendo sus primeras presentaciones en China, El Salvador y Lituania y su esperado regreso a Costa Rica en el Estadio Ricardo Saprissa. Al igual que en las giras Somewhere Back in Time de 2008-09 y The Final Frontier de 2010-11, el grupo viajó en un avión a medida, pilotado por Dickinson y apodado Ed Force One, aunque utilizaron un jumbo Boeing 747-400. La banda completó la gira en 2017 con otros espectáculos europeos y norteamericanos.
El viernes 11 de marzo de 2016, la banda realizó su octava presentación en Chile, teloneados por The Raven Age y Anthrax. En la mañana siguiente, la banda estaba por volar en su Ed Force One para sus conciertos en Argentina. Sin embargo, vivieron un lamentable accidente en el Aeropuerto Internacional de Santiago.Los resultados del imprevisto fueron dos de los motores de la aeronave dañados, dos trabajadores heridos y hospitalizados y la gira por Sudamérica puesta en duda hasta que sus miembros confirmaron que continuarían con sus conciertos en Argentina. El avión fue reparado nueve días después y volaron para seguir por el mundo.

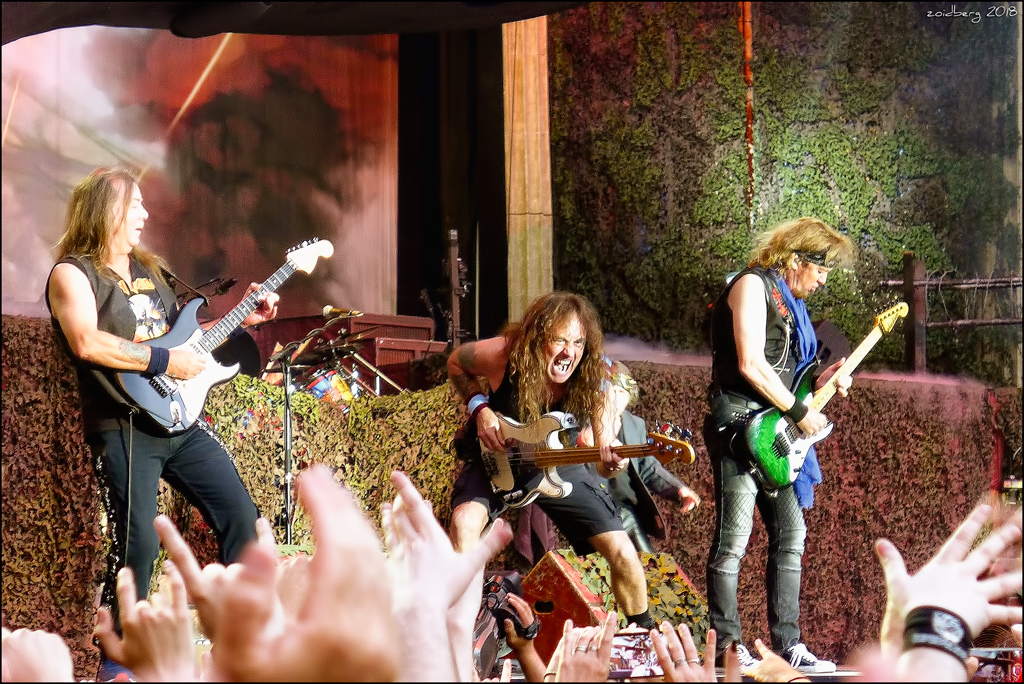
Iron Maiden en vivo en Madrid, 2018.

El 20 de septiembre de 2017 se anunció el lanzamiento de un nuevo álbum en directo, The Book of Souls: Live Chapter. Grabado a lo largo de esa gira, fue lanzado el 17 de noviembre de 2017.
En el verano de 2016, la agrupación lanzó un juego para móviles llamado Iron Maiden: Legacy of the Beast y un juego de pinball con ese nombre en 2018. Como soporte del juego, la banda se embarcó en una nueva gira mundial, titulada Legacy of the Beast World Tour, iniciando en territorio europeo en 2018, llegando a América en 2019. En Chile, la banda tocó dos fechas consecutivas, algo que nunca había hecho en ese país. El 23 de septiembre de 2019, la banda anunció una presentación en el Belsonic Festival en Belfast y en Donington Park en Inglaterra, ambos en 2020, las presentaciones fueron suspendidas debido a la Pandemia de COVID-19.
En octubre de 2020, la banda anunció que lanzaría un álbum en vivo de la gira mundial Legacy of the Beast, titulado Nights of the Dead. El álbum doble en vivo fue grabado durante tres conciertos con entradas agotadas en el Palacio de los Deportes de la Ciudad de México para una audiencia combinada de más de 70 000 personas. Fue lanzado en todo el mundo el 20 de noviembre de 2020. Ese mes, Dickinson anunció que el grupo se encontraba «trabajando un poco en el estudio» para el lanzamiento de un nuevo disco.

### Senjutsu(2021 - 2024)
En febrero de 2021, la banda fue nominada para el Salón de la Fama del Rock and Roll, pero no logró figurar en la lista definitiva. En abril, Paul Di'Anno, Blaze Bayley y el ilustrador Derek Riggs fueron incluidos en el Salón de la Fama del Metal.
El 15 de julio la agrupación lanzó el videoclip de «The Writing on the Wall», su primera canción original en seis años. El video fue dirigido por Nicos Livesey y estrenado en la plataforma YouTube.
El 19 de julio la agrupación anunció a través de sus redes digitales que su nuevo álbum se titularía Senjutsu y estaría a la venta el 3 de septiembre.
En el año 2023, la banda anunció una nueva gira mundial llamada The Future Past Tour 2023/24. Esta gira estaría basada en canciones de los álbumes Senjutsu y Somewhere in time. En esta gira se interpretó por primera vez en directo la canción Alexander the Great.
El tramo de gira de 2023 comenzó en mayo de 2023 en Slovenia y terminó en Indio, California, el 6 de octubre de 2023 en el festival Power Trip.
La segunda parte de la gira comenzó el 1 de septiembre de 2024 en Pert, Australia, y terminó el 7 de diciembre en Sao Paulo, Brasil.
Ese día, Nicko McBrain, anunció que, después de 42 años, dejaba de ser el batería de la banda en las actuaciones en directo, pero no abandonaba Iron Maiden. Su sustituto sería Simon Dawson, batería de la banda de Steve Harris, British Lion.

## Imagen y legado
Iron Maiden ocupó el vigésimo cuarto puesto en la clasificación de los "100 mejores artistas de hard rock de la historia" de VH1, la cuarta posición en la lista de las "10 mejores bandas de heavy metal de todos los tiempos" de MTV y el tercer puesto en el "Top 20 de las mejores bandas de metal" de VH1 Classic. La banda también ganó el Premio Ivor Novello por sus logros internacionales en 2002 y se incorporó al Hollywood RockWalk durante una gira por los Estados Unidos en 2005.

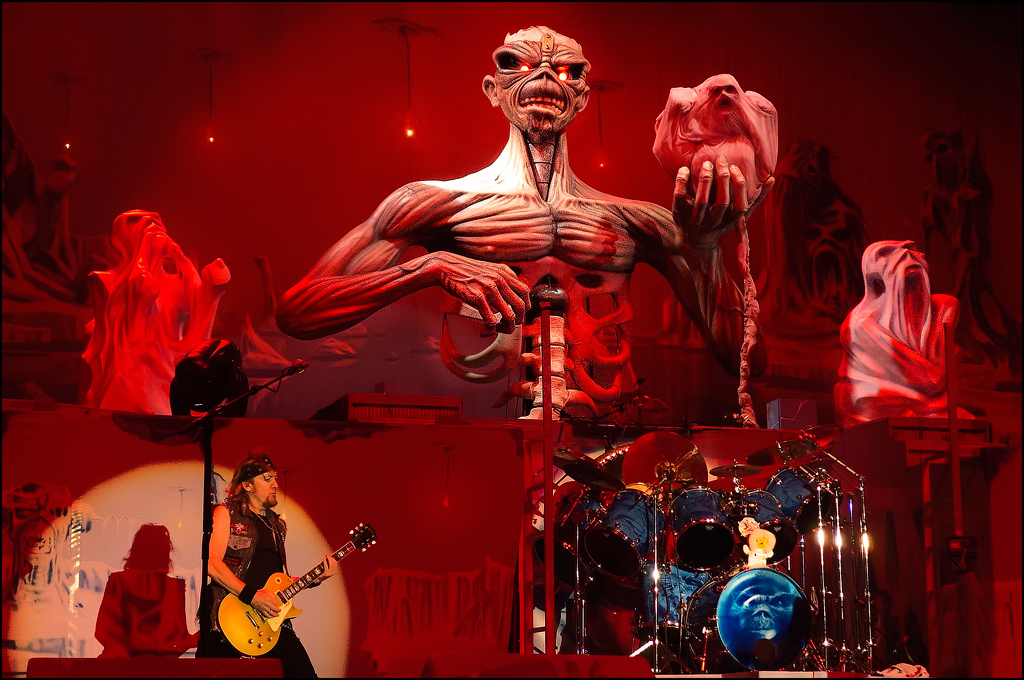
Representación de Eddie durante una gira de Iron Maiden en 2013.

Iron Maiden utiliza con frecuencia el eslogan "Up the Irons" en las notas de sus discos, y la frase puede verse en varias camisetas con licencia oficial de la banda. Es una paráfrasis de "Up the Hammers", la frase que hace referencia al club de fútbol londinense West Ham United, del que es aficionado su fundador Steve Harris.
La mascota de Iron Maiden, Eddie the Head, acompaña la mayoría de portadas de los álbumes y sus espectáculos en directo. En su origen era una máscara de papel maché incorporada en el telón de fondo de los recitales, que rociaba sangre falsa durante sus presentaciones. Con el paso del tiempo fue modificado por el dibujante Derek Riggs, quien se encargó de darle vida hasta 1992, momento en el que la banda comenzó a utilizar obras de muchos otros artistas, incluyendo a Melvyn Grant. Eddie también aparece en los videojuegos Ed Hunter y Legacy of the Beast, y en otros artículos relacionados con la banda. En 2008 fue galardonado con el "Icon Award" en el Metal Hammer Golden Gods, mientras que Gibson.com lo describe como "el icono de metal más reconocible del mundo y uno de los más versátiles".
El logo de Iron Maiden ha adornado todos los lanzamientos de la banda desde su debut, el EP The Soundhouse Tapes de 1979. El tipo de letra tiene su origen en el diseño del cartel de Vic Fair para la película de ciencia ficción de 1976, The Man Who Fell to Earth, también utilizada por el músico Gordon Giltrap, aunque Steve Harris afirma que la diseñó él mismo, utilizando sus habilidades como dibujante de arquitectura. La canción "Always Look on the Bright Side of Life" (de la película Monty Python's Life of Brian) es un elemento básico en sus conciertos y es reproducida al final de los mismos.

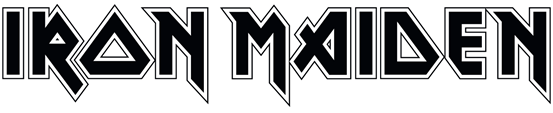
Logotipo de Iron Maiden.

En mayo de 2019, la banda presentó una demanda de 2 millones de dólares contra la empresa de videojuegos 3D Realms por infringir su marca a través del lanzamiento previsto de un juego llamado Ion Maiden, que, según la banda, "es casi idéntico a la marca Iron Maiden en apariencia, sonido e impresión comercial general". Acusaron además a 3D Realms de causar "confusión entre los consumidores" al representar un icono de cráneo similar a la mascota de la banda, Eddie, además de las similitudes con el juego Legacy of the Beast de la banda.

### Influencia sobre otras bandas
Según la revista Guitar World, la música de Iron Maiden ha "influido en generaciones de nuevos grupos de metal, desde leyendas como Metallica hasta estrellas emergentes como Avenged Sevenfold". El batería de Metallica, Lars Ulrich, afirmó que "siempre ha tenido una increíble cantidad de respeto y admiración por Iron Maiden". Kerry King, guitarrista de Slayer, declaró que "significaban mucho para él en sus primeros días" y Scott Ian de Anthrax confirmó que "tuvieron un gran impacto en su vida".
M. Shadows de Avenged Sevenfold afirmó que Iron Maiden "son, con diferencia, la mejor banda en directo del mundo y su música es atemporal", mientras que el cantante de Trivium, Matt Heafy, aseguró que "sin Iron Maiden, Trivium seguramente no existiría". El líder de Slipknot y Stone Sour, Corey Taylor, afirmó: "Steve Harris hace más con cuatro dedos de lo que jamás he visto hacer a nadie. ¿Y Bruce Dickinson? Para mí, es el cantante de heavy metal por excelencia de la vieja escuela. Podía alcanzar notas enfermizas y era un gran showman. Todo esto me convirtió en fanático. Y no había ningún tipo con el que saliera que no estuviera tratando de dibujar a Eddie en sus cuadernos". La música de Iron Maiden ayudó a Jesper Strömblad de In Flames a ser pionero en el género death metal melódico, afirmando que quiso combinar el death metal con los sonidos melódicos de la guitarra de Iron Maiden.
Otros artistas del ambiente del heavy metal que citan a la banda como una influencia incluyen al luchador Chris Jericho, también cantante de Fozzy, Cam Pipes, vocalista de 3 Inches of Blood, Vitaly Dubinin, bajista de Aria, Mikael Åkerfeldt, guitarrista y vocalista de Opeth y los músicos Yoshiki y Hide de la banda japonesa X Japan. John Petrucci, John Myung y Mike Portnoy, miembros actuales y anteriores de Dream Theater, han declarado que Maiden fue una de sus mayores influencias cuando se formó su banda por primera vez. Incluso ofreció un recital en el que tocaron el álbum The Number of the Beast en su totalidad, publicado meses después a modo de bootleg.

### Apariciones en los medios
El nombre de la banda ha sido muy mencionado en varias canciones, como los sencillos "Teenage Dirtbag" de Wheatus, "Back to the 80's" de la banda danesa de dance-pop Aqua, "Fat Lip" de Sum 41, "Heart Songs" de Weezer, "Psycho Joe" de Blues Traveler y "Eddie, Bruce and Paul" de NOFX. Esta última canción es descrita por Sputnikmusic como "un relato humorístico de la partida de Paul Di'Anno".
En 2008, Kerrang! publicó Maiden Heaven: A Tribute to Iron Maiden, un álbum compuesto por canciones de Iron Maiden interpretadas por bandas como Metallica, Machine Head, Dream Theater, Trivium, Coheed and Cambria y Avenged Sevenfold. En 2010, Maiden uniteD, una banda de tributo acústico compuesta por miembros de Ayreon, Threshold y Within Temptation, publicó Mind the Acoustic Pieces, una reinterpretación de todo el álbum Piece of Mind. Existen otros álbumes tributo a Iron Maiden interpretados en una gran variedad de géneros y con diversos instrumentos.
Canciones de Iron Maiden han aparecido en las bandas sonoras de varios videojuegos, incluyendo Carmageddon 2, Grand Theft Auto: Vice City, Grand Theft Auto: Episodes from Liberty City, Grand Theft Auto IV: The Lost and Damned, Tony Hawk's Pro Skater 4, SSX on Tour y Madden NFL 10. Su música también aparece en la serie de videojuegos Guitar Hero y Rock Band. En películas como Phenomena de Darío Argento y Murder by Numbers de Barbet Schroeder se pueden escuchar también canciones de la banda. Los personajes animados de la serie Beavis and Butt-Head han hecho comentarios favorables sobre la banda en varias ocasiones.
El autor de la franquicia de Transformers, Bill Forster, es un fanático declarado de Iron Maiden e hizo varias referencias a la banda, incluyendo letras de canciones y la frase "Up the Irons" en sus libros, más precisamente en las series The Ark y The AllSpark Almanac.

### Controversia

#### Acusaciones de satanismo
En 1982, la banda lanzó uno de sus álbumes más populares, controvertidos y aclamados, The Number of the Beast. El arte de portada y el tema del título llevaron a grupos cristianos en los Estados Unidos a tildar a la banda de satanistas, animando a la gente a destruir copias del disco. El mánager Rod Smallwood afirmó que estos grupos al principio los quemaban, pero más tarde pasaron a destruirlos a martillazos por miedo a respirar los humos del vinilo derretido. Las protestas no se restringieron a los Estados Unidos, ya que organizaciones cristianas impidieron que Iron Maiden se presentara en Chile en 1992, asegurando que las letras de sus canciones eran perjudiciales para la juventud.
Contra las acusaciones, la banda ha negado la idea del supuesto satanismo. Bruce Dickinson desmintió estas acusaciones en el escenario de su gira World Slavery Tour, prueba de ello quedó registrada en la versión en DVD del álbum Live After Death. Harris también ha opinado acerca de estas acusaciones: "Es una locura. Están totalmente equivocados. Obviamente no han leído la letra de la canción". Harris también ha afirmado que la canción "The Number of the Beast" fue inspirada por una pesadilla que tuvo después de ver Damien: Omen II y por la obra literaria Tam o' Shanter del escritor escocés Robert Burns. Además, el baterista de la banda, Nicko McBrain, se acogió al cristianismo en 1999.

#### Incidente en Ozzfest
En 2005 la banda actuó en el Festival Ozzfest, organizado por Ozzy Osbourne y su esposa y mánager, Sharon. La empresaria incitó a algunos amigos de su familia y miembros de otras bandas a sabotear la última presentación de Iron Maiden en el Anfiteatro San Manuel en San Bernardino, California, el 20 de agosto. Sharon ordenó que el sonido de la banda fuera cortado, retrasó la entrada de Eddie y alentó a los seguidores de su familia a arrojar huevos, tapas de botellas y encendedores desde la audiencia. Según Dickinson, este ataque fue la respuesta a unas declaraciones suyas en las que criticaba los programas de telerrealidad, algo que, según él, Sharon Osbourne tomó de manera personal.
Sharon afirmó más tarde que Harris le había presentado disculpas a su esposo Ozzy en San Bernardino por los comentarios de Dickinson, algo que Harris negó tiempo después, asegurando que sus palabras fueron tergiversadas. Años más tarde, Dickinson se refirió a este altercado como una "tormenta en una taza de té" y se refirió a Ozzy Osbourne como un icono musical.

## Estilo musical e influencias
Steve Harris, bajista y compositor principal de Iron Maiden, ha declarado que sus influencias incluyen a: The Who, Deep Purple, Pink Floyd, Led Zeppelin, UFO, Uriah Heep, Genesis, Yes, Jethro Tull, Thin Lizzy, Wishbone Ash. En 2010 declaró: "Creo que si alguien quiere entender la esencia de Maiden, en particular las guitarras armonizadas, todo lo que tienen que hacer es escuchar el álbum Argus de Wishbone Ash. También a Thin Lizzy, pero no tanto. Luego quisimos tener algo de progresivos también, porque me gustaban mucho bandas como Genesis y Jethro Tull. Así que, combinas todo eso con los riffs pesados y la velocidad y lo tienes". En 2004, Harris explicó que el lado más "metal" de la banda estaba inspirado en "Black Sabbath y Deep Purple, con un poco de Zeppelin". Además, Harris desarrolló su estilo de tocar, descrito por el guitarrista Janick Gers como "similar a tocar una guitarra rítmica", y citado como responsable del estilo galopante de la banda, que se evidencia en canciones como "The Trooper" y "Run to the Hills".
Los guitarristas de la banda, Dave Murray, Adrian Smith y Janick Gers, tienen sus influencias individuales y estilos. Dave Murray es conocido por su técnica de legato que, según él, "evolucionó de forma natural. Cuando era pequeño, yo había oído a Jimi Hendrix usar legato y me gustó ese estilo". Adrian Smith indicó que él "se inspiró en el blues rock en lugar del metal", sus influencias fueron Johnny Winter y Pat Travers, lo que le llevó a convertirse en un "guitarrista melódico". Janick Gers prefiere un estilo más improvisado, en gran parte inspirado por Ritchie Blackmore, que, afirma él, contrasta con el sonido "rítmico" de Smith.
El cantante Bruce Dickinson, que en general trabaja en colaboración con el guitarrista Adrian Smith, tiene un estilo vocal operístico, inspirado por Arthur Brown, Peter Hammill, Ian Anderson e Ian Gillan, y se le considera uno de los mejores cantantes de heavy metal de todos los tiempos. Aunque Nicko McBrain solo aparece como autor una vez, en el álbum Dance of Death, Harris suele trabajar con él durante el desarrollo de las canciones. Adrian Smith comentó: "A Steve le encanta tocar con él. A menudo trabajaban durante horas repasando las partes de bajo y batería".
El estilo de la banda ha experimentado cambios, desde un sonido crudo en los primeros álbumes, hasta un estilo más progresivo, e incluso bajo el uso de sintetizadores como en Somewhere in Time (1986) y en Seventh Son of a Seventh Son (1988), y desde 1990 con No Prayer for the Dying, en un intento de volver a la raíces sonoras de la banda, mezclándolos con estos elementos más progresivos, descritos por Harris como "no progresivo en el sentido moderno como Dream Theater, sino más en el estilo de los años 1970". Según Harris, Seventh Son of a Seventh Son fue el primer álbum de Iron Maiden en integrar elementos progresivos, retomados en The X Factor de 1995, álbum que es "como una extensión de Seventh Son en el sentido de los elementos progresivos que contiene". La evolución en el sonido de la banda contrasta con sus primeras producciones discográficas, que según AllMusic, "se nutre claramente de elementos del punk rock", aunque Harris lo niega en forma rotunda. Dickinson tiene una opinión similar, asegura que el álbum debut tiene un sonido similar al punk debido a su pésima producción.

## Miembros

### Formación actual
- Steve Harris – Bajo (1975-actualidad), coros (1975-actualidad), teclados (1988, 1998-presente), voces (1978)
- Dave Murray – Guitarra líder (1977-actualidad)
- Adrian Smith – Guitarra líder, coros (1980-1990, 1999-actualidad), teclados (1988)
- Bruce Dickinson – voz, piano (1981-1993, 1999-actualidad)
- Nicko McBrain – Batería, percusión (1982-actualidad) (retirado en vivo, 2024)
- Janick Gers - Guitarra líder (1990-actualidad)
- Simon Dawson - Batería, percusión (2024-actualidad) (miembro de gira)

|              |
| Steve Harris |

|             |
| Dave Murray |

|             |
| Janick Gers |

|              |
| Adrian Smith |

|                 |
| Bruce Dickinson |

|               |
| Nicko McBrain |

### Miembros anteriores
- Paul Di'Anno - Voz (1978-1981)

- Blaze Bayley - Voz (1994–1999)

- Clive Burr - Batería (1979-1982)

- Dennis Stratton - Guitarra líder (1979–1980)

- Doug Sampson - Batería (1978-1979)

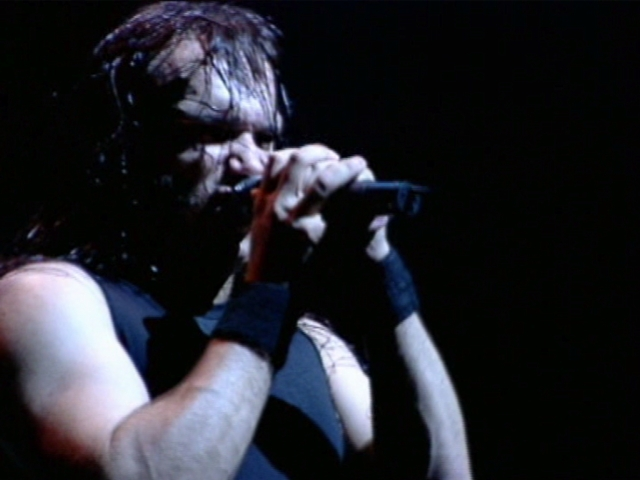
Blaze Bayley
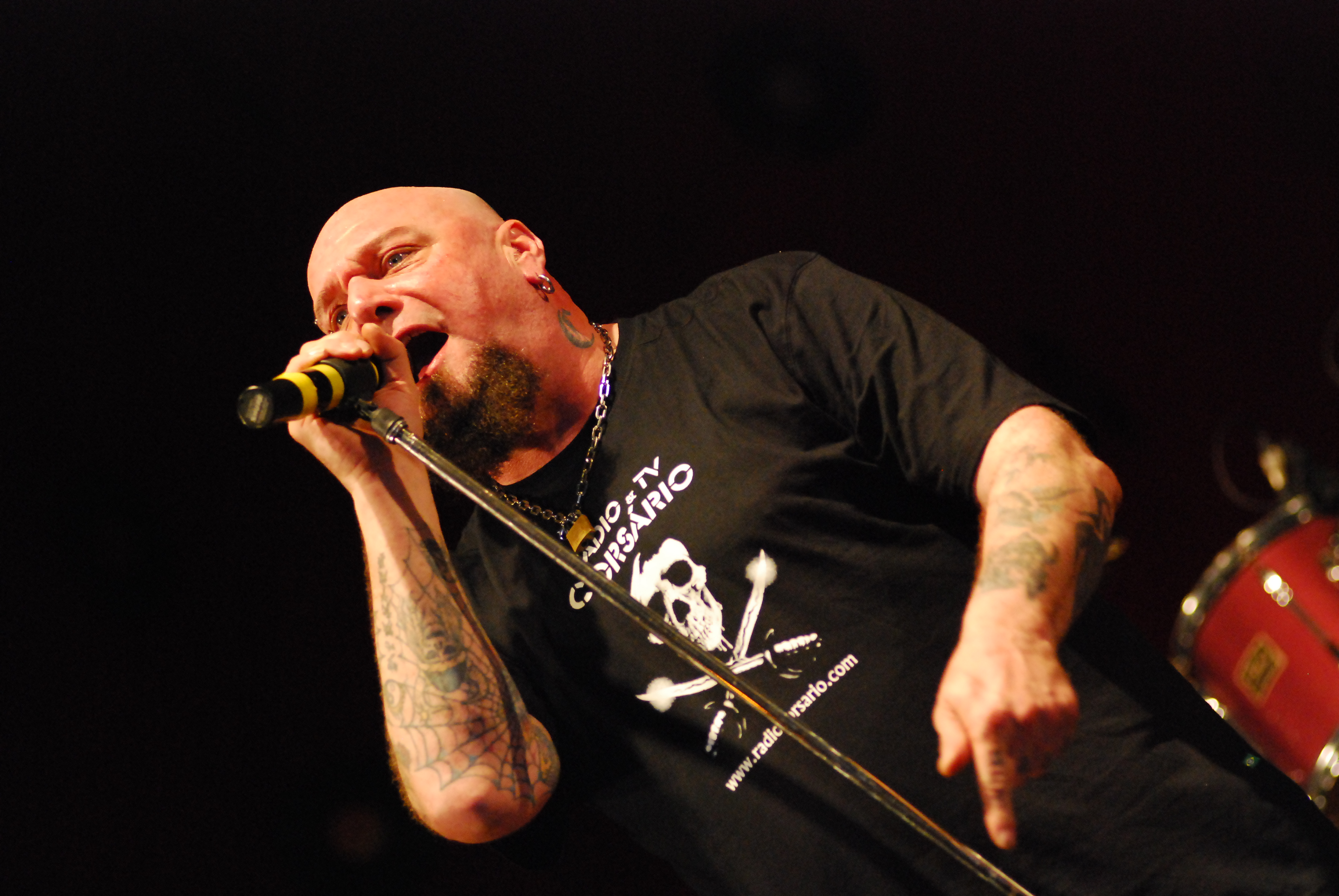
Paul Di'Anno
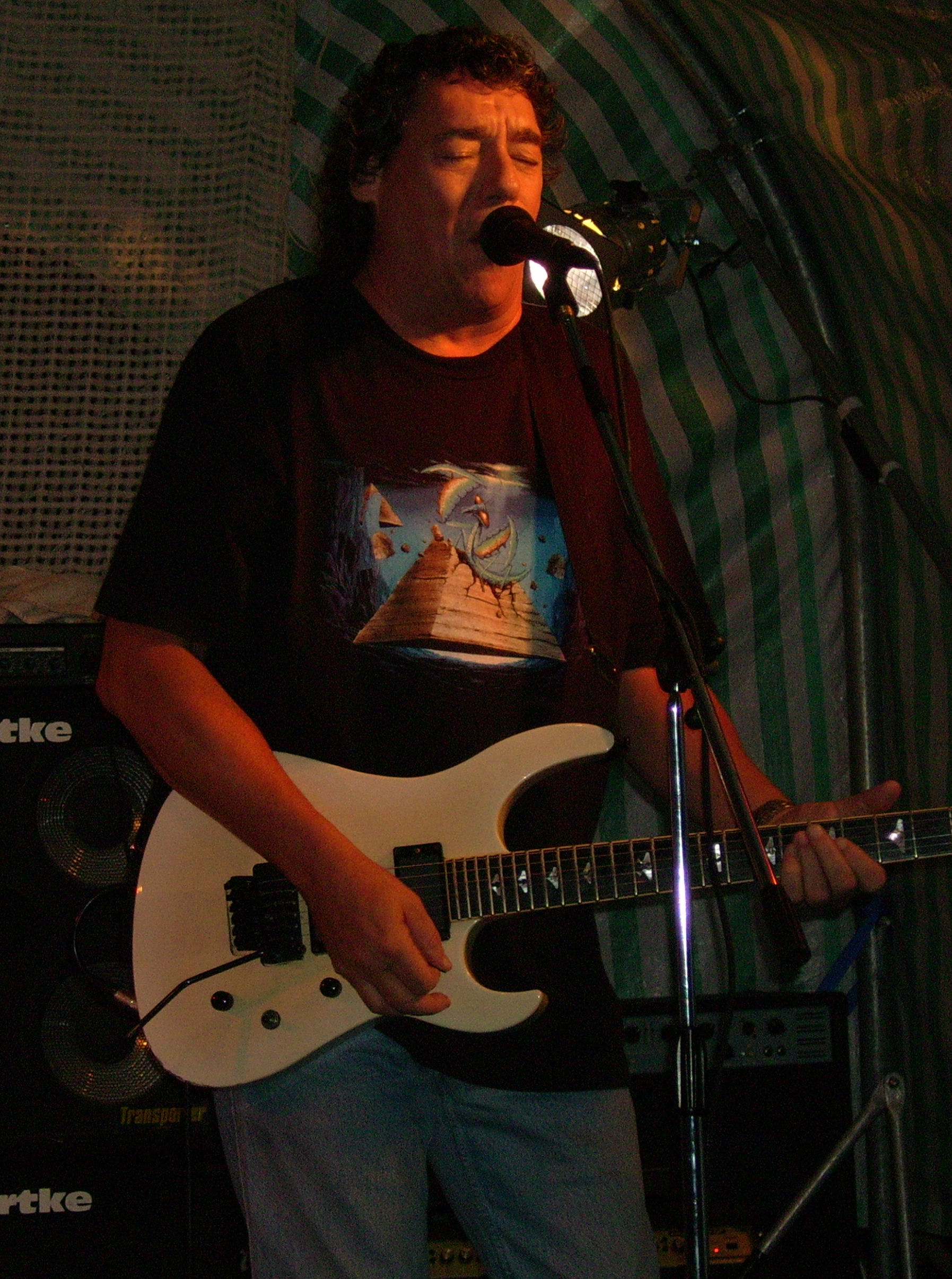
Dennis Stratton

## Discografía
Álbumes de estudio
- 1980: Iron Maiden
- 1981: Killers
- 1982: The Number of the Beast
- 1983: Piece of Mind
- 1984: Powerslave
- 1986: Somewhere in Time
- 1988: Seventh Son of a Seventh Son
- 1990: No Prayer for the Dying
- 1992: Fear of the Dark
- 1995: The X Factor
- 1998: Virtual XI
- 2000: Brave New World
- 2003: Dance of Death
- 2006: A Matter of Life and Death
- 2010: The Final Frontier
- 2015: The Book of Souls
- 2021: Senjutsu

𝘿𝙚𝙢𝙤
1979: The Soundhouse Tapes

## Giras
| Duración            | Gira                              | Alineaciones | Alineaciones | Alineaciones | Alineaciones | Alineaciones | Alineaciones | Fechas |
| Duración            | Gira                              | Voz          | Bajo         | Guitarras    | Guitarras    | Guitarras    | Batería      | Fechas |
| ------------------- | --------------------------------- | ------------ | ------------ | ------------ | ------------ | ------------ | ------------ | ------ |
| Feb 1980            | Metal for Muthas Tour             | P. Di'Anno   | S. Harris    | D. Murray    | D. Stratton  | N/A          | C. Burr      | 11     |
| Abr – Dic 1980      | Iron Maiden Tour                  | P. Di'Anno   | S. Harris    | D. Murray    | D. Stratton  | N/A          | C. Burr      | 101    |
| Feb – Dic 1981      | Killer World Tour                 | P. Di'Anno   | S. Harris    | D. Murray    | A. Smith     | N/A          | C. Burr      | 118    |
| Feb – Dic 1982      | The Beast on the Road             | B. Dickinson | S. Harris    | D. Murray    | A. Smith     | N/A          | C. Burr      | 184    |
| May – Dic 1983      | World Piece Tour                  | B. Dickinson | S. Harris    | D. Murray    | A. Smith     | N/A          | N. McBrain   | 139    |
| Ago 1984 – Jul 1985 | World Slavery Tour                | B. Dickinson | S. Harris    | D. Murray    | A. Smith     | N/A          | N. McBrain   | 187    |
| Sep 1986 – May 1987 | Somewhere on Tour                 | B. Dickinson | S. Harris    | D. Murray    | A. Smith     | N/A          | N. McBrain   | 151    |
| Abr – Dic 1988      | Seventh Tour of a Seventh Tour    | B. Dickinson | S. Harris    | D. Murray    | A. Smith     | N/A          | N. McBrain   | 98     |
| Sep 1990 – Sep 1991 | No Prayer on the Road             | B. Dickinson | S. Harris    | D. Murray    | N/A          | J. Gers      | N. McBrain   | 106    |
| Jun – Nov 1992      | Fear of the Dark Tour             | B. Dickinson | S. Harris    | D. Murray    | N/A          | J. Gers      | N. McBrain   | 65     |
| Mar – Ago 1993      | Real Live Tour                    | B. Dickinson | S. Harris    | D. Murray    | N/A          | J. Gers      | N. McBrain   | 45     |
| Sep 1995 – Sep 1996 | The X Factour                     | B. Bayley    | S. Harris    | D. Murray    | N/A          | J. Gers      | N. McBrain   | 128    |
| Abr – Dic 1998      | Virtual XI World Tour             | B. Bayley    | S. Harris    | D. Murray    | N/A          | J. Gers      | N. McBrain   | 81     |
| Jul – Oct 1999      | The Ed Hunter Tour                | B. Dickinson | S. Harris    | D. Murray    | A. Smith     | J. Gers      | N. McBrain   | 28     |
| Jun 2000 – Ene 2001 | Brave New World Tour              | B. Dickinson | S. Harris    | D. Murray    | A. Smith     | J. Gers      | N. McBrain   | 81     |
| May – Ago 2003      | Give Me Ed... 'Til I'm Dead Tour  | B. Dickinson | S. Harris    | D. Murray    | A. Smith     | J. Gers      | N. McBrain   | 55     |
| Oct 2003 – Feb 2004 | Dance of Death World Tour         | B. Dickinson | S. Harris    | D. Murray    | A. Smith     | J. Gers      | N. McBrain   | 52     |
| May – Sep 2005      | Eddie Rips Up the World Tour      | B. Dickinson | S. Harris    | D. Murray    | A. Smith     | J. Gers      | N. McBrain   | 42     |
| Oct 2006 – Jun 2007 | A Matter of Life and Death Tour   | B. Dickinson | S. Harris    | D. Murray    | A. Smith     | J. Gers      | N. McBrain   | 57     |
| Feb 2008 – Abr 2009 | Somewhere Back in Time World Tour | B. Dickinson | S. Harris    | D. Murray    | A. Smith     | J. Gers      | N. McBrain   | 90     |
| Jun 2010 – Ago 2011 | The Final Frontier World Tour     | B. Dickinson | S. Harris    | D. Murray    | A. Smith     | J. Gers      | N. McBrain   | 98     |
| Jun 2012 – Jul 2014 | Maiden England World Tour         | B. Dickinson | S. Harris    | D. Murray    | A. Smith     | J. Gers      | N. McBrain   | 100    |
| Feb 2016 – Jul 2017 | The Book of Souls World Tour      | B. Dickinson | S. Harris    | D. Murray    | A. Smith     | J. Gers      | N. McBrain   | 117    |
| May 2018 – Jul 2022 | Legacy of the Beast World Tour    | B. Dickinson | S. Harris    | D. Murray    | A. Smith     | J. Gers      | N. McBrain   | 140    |
| May 2023 – Dic 2024 | The Future Past World Tour        | B. Dickinson | S. Harris    | D. Murray    | A. Smith     | J. Gers      | N. McBrain   | 73     |